# Ligne 4 du tramway d'Île-de-France
Vous lisez un « article de qualité » labellisé en 2008.
La ligne 4 du tramway d'Île-de-France (T4) est une ligne du tramway d'Île-de-France exploitée par Stretto, reliant Aulnay-sous-Bois d'une part, et Montfermeil d'autre part, à Bondy, dans le département de la Seine-Saint-Denis. Elle est longue de 12,6 kilomètres et se sépare en deux branches.
Elle est mise en service le 20 novembre 2006 à l'issue de la transformation et de la mise intégrale à double voie de la ligne de Bondy à Aulnay-sous-Bois, dite ligne des Coquetiers, ouverte en 1875, qu'elle emprunte sur la totalité de son parcours initial. Elle devient ainsi la première ligne française utilisant un matériel tram-train, bien que son exploitation soit entièrement assurée en mode tramway (conduite à vue, circulation à droite, signalisation tramway).
Un embranchement depuis la station Gargan, long de 4,7 km, est mis en service le 14 décembre 2019. Il permet de desservir les villes de Clichy-sous-Bois et Montfermeil. Contrairement à la ligne historique, les rames y circulent en 750V, hors du réseau ferré national qui lui est sous 25 000V.

Plan schématique de la ligne T4.

## Histoire

### Chronologie
- 20 novembre 2006 : inauguration de la ligne entre Bondy et Aulnay-sous-Bois.
- 16 septembre 2019 : mise en circulation des Citadis Dualis.
- 14 décembre 2019 : ouverture de l'embranchement de Gargan à Arboretum.
- 31 août 2020 : prolongement d’Arboretum à Hôpital de Montfermeil.
- 26 avril 2023 : retrait des Avanto (U 25500).
- 22 mars 2025 : passage de l'exploitation de la ligne à Stretto (Groupement Keolis - SNCF Voyageurs).

### Ligne des Coquetiers

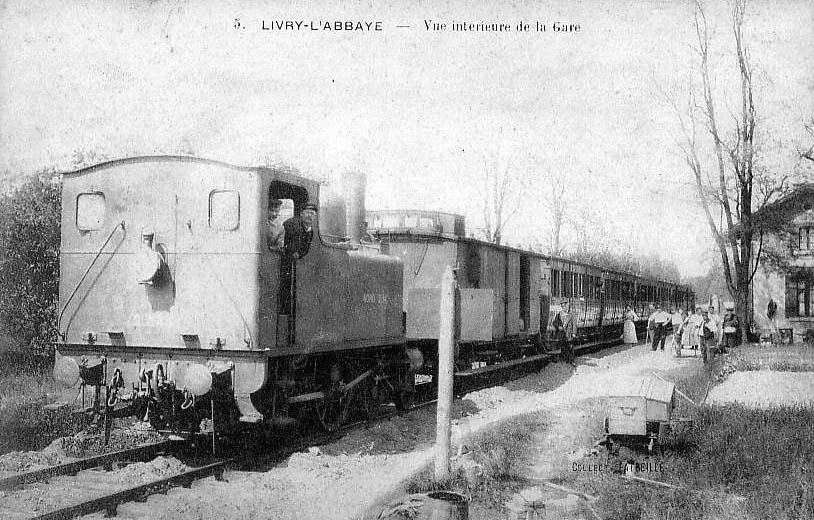
Un train en gare de l'Abbaye, à l'époque de la Compagnie du Bondy-Aulnay.

La ligne 4 du tramway francilien est l'ancienne ligne de Bondy à Aulnay-sous-Bois dite ligne de chemin de fer des Coquetiers, qui relie les réseaux ferrés Nord et Est entre Aulnay-sous-Bois et Bondy depuis 1875.
La « ligne des Coquetiers » était victime d'une importante désaffection du public due à la faiblesse de sa desserte et à ses médiocres performances, sources de nombreux problèmes de circulation, notamment en raison de ses nombreux passages à niveau situés de fait en environnement urbain (la ligne était à voie unique entre Gargan et Aulnay-sous-Bois). Cependant sur le trajet de Gargan à la gare de Paris-Est, circulaient des trains directs aux heures de pointe, sans changement à Bondy et les gares disposaient de guichets avec services aux voyageurs. La SNCF opéra en 1993 des améliorations afin de permettre de réduire les temps de fermeture des passages à niveau et permettre l'augmentation de la fréquence des rames en heure de pointe (un train toutes les quinze minutes entre Bondy et Gargan et toutes les trente minutes entre Gargan et Aulnay), sans parvenir pour autant à rendre attractive la ligne, pénalisée par ses fréquences insuffisantes,, bien que le temps de parcours de Gargan à Paris soit de 35 minutes.
En conséquence, la ligne a été fermée en décembre 2003 afin de renaître après d'importants travaux de réhabilitation sous la forme d'une ligne de tramway urbain utilisant un matériel tram-train.

### Transformation de la ligne en tram-train

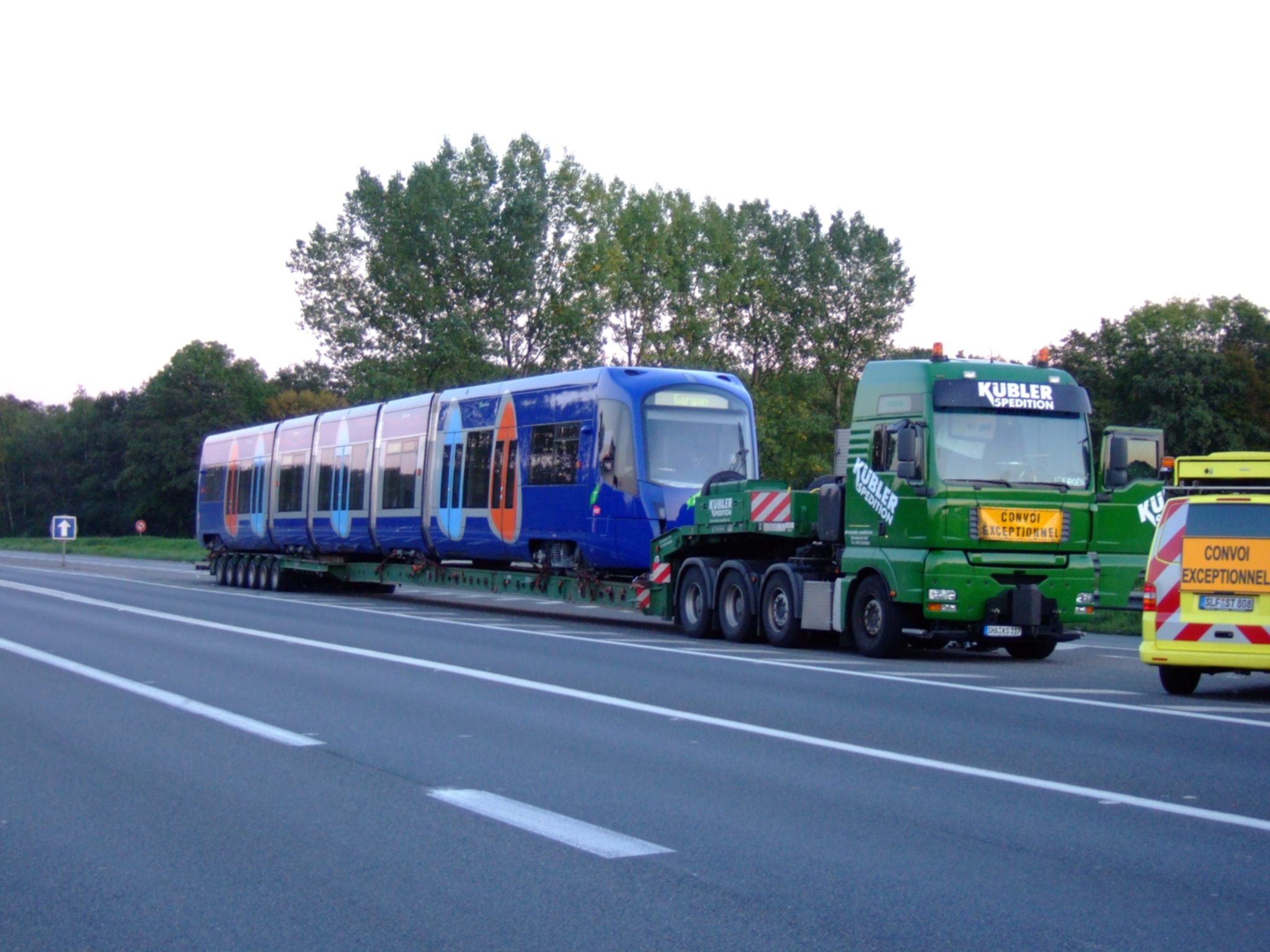
Livraison des premières rames U 25500 de la ligne.

La découverte en France du matériel tram-train donne l'idée de réadapter la ligne des Coquetiers à un matériel léger en exploitation tramway. Cette réadaptation permet en effet de mettre fin à l'épineux problème des passages à niveau grâce à leur transformation en simples carrefours routiers, d'atténuer l'effet de coupure dans le paysage urbain, et de fortement renforcer la desserte tout en permettant d'envisager des extensions sur la voirie urbaine.
Cette technologie est finalement retenue et en 2001, la SNCF lance un appel d'offres européen pour le matériel roulant. En 2003, l'avant-projet est approuvé par le STIF, la SNCF et RFF.

#### Objectifs

Plan des voies de la nouvelle ligne.

Les travaux de transformation ont pour but :
- une desserte plus fréquente sur l’ensemble de la journée jusqu'à 20 h 00, fixée à 6 minutes du lundi au samedi et à 9 minutes le dimanche et les jours fériés. Entre 20 h 00 et 22 h 00, la fréquence de desserte est de 9 minutes et elle passe à 15 minutes de 22 h 00 à la fin de service.
- des stations nouvelles afin de mieux répondre à la demande des usagers ;
- une réduction de l'effet de coupure du paysage urbain de la ligne ferroviaire grâce à une insertion urbaine de la ligne de tramway, en concertation avec le département de la Seine-Saint-Denis et les communes traversées ;
- une modification des voiries urbaines avec la transformation des passages à niveau en carrefours routiers intégrant une signalisation routière moins contraignante en temps d'attente.

L'évolution de l'exploitation vers un mode tramway s'est accompagnée de modifications physiques de la ligne :
- doublement de la voie entre Gargan et Aulnay-sous-Bois, avec reconstruction du viaduc sur la RD 933 et élargissement du pont de Rougemont sur le Canal de l'Ourcq ;
- création d'un nouveau terminus en gare de Bondy avec une voie supplémentaire ;
- suppression des bâtiments voyageurs et transformation des gares en stations de type tramway (avec uniquement des automates distributeurs de billets). Jusqu'en 2017, le bâtiment de Gargan a conservé une vocation technique puisqu'il abritait le centre d'exploitation de la ligne, désormais détruit et délocalisé à Noisy-le-Sec. La gare de l’Abbaye a conservé son bâtiment voyageurs, bien que celui-ci soit fermé. Par ailleurs, une voie centrale permet des garages de rames afin de réguler le trafic ;
- création des trois stations supplémentaires :
  - La Remise à Jorelle entre Bondy et Les Coquetiers ;
  - Lycée Henri Sellier entre Gargan et L'Abbaye ;
  - Rougemont - Chanteloup entre Freinville - Sevran et Aulnay-sous-Bois ;

#### Travaux

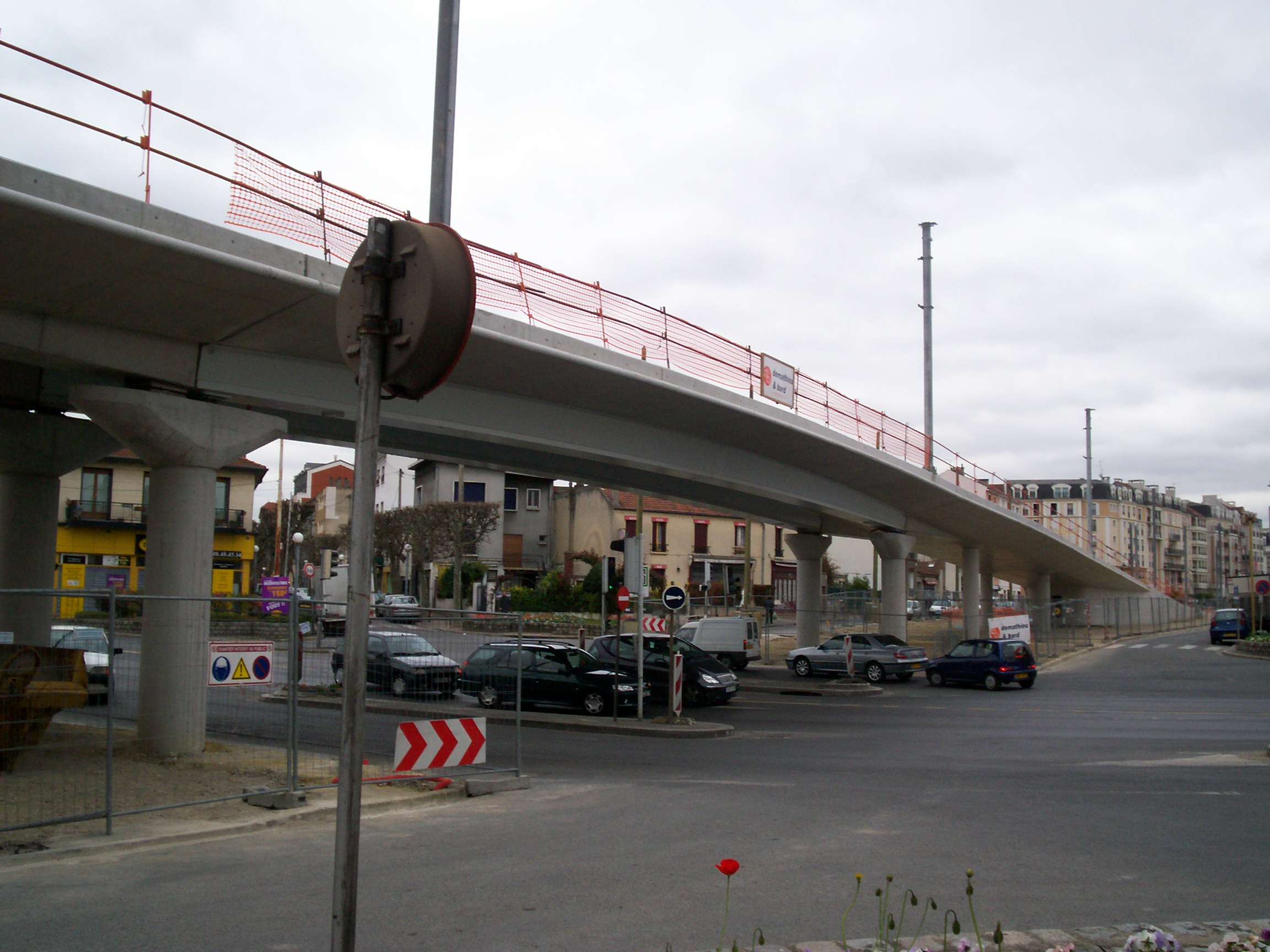
Le nouveau viaduc à double voie, de l'ex-RN3 en cours de construction, en 2006.

En juin 2004 débutent les travaux d'aménagement. La voie est entièrement déposée puis renouvelée, les quais des gares sont démolis et reconstruits, la caténaire en 25kV est retendue et la section Gargan - Aulnay est mise à double voie. Dans ce but, le pont de Rougemont sur le canal de l'Ourcq est élargi et en juin 2005 est déposé le tablier du viaduc de la RN3, construit en 1932 à voie unique.
Six mois plus tard, en janvier 2006, se déroule l'opération la plus spectaculaire : le tablier du nouveau viaduc à double voie est installé de nuit après une coupure à la circulation de l'ex-RN3 devant de nombreux curieux. L'été de la même année, les premières rames sont acheminées par convoi exceptionnel puis mises en place sur la ligne, et des essais tant techniques que de sécurité sont effectués.

#### Coût des travaux
La réalisation du T4 était une opération inscrite au 12e contrat de plan État-Région. Le financement, d'un montant total de 52,72 millions d'euros (valeur janvier 2003), a été réparti entre :
- le Conseil régional d'Île-de-France : 46,94 % ;
- l'État : 23,47 % ;
- RFF : 18,52 % (dont une partie sur prêts bonifiés de la région Île-de-France) ;
- le Conseil général de la Seine-Saint-Denis : 9,26 % ;
- la SNCF : 1,82 % (sur prêts bonifiés de la région Île-de-France).

La SNCF a entièrement financé les 15 rames nécessaires à l'exploitation, pour un montant de 68 millions d'euros. Le coût de fonctionnement de la ligne est de 11,2 millions d’euros par an, financés par le STIF.

### Mise en service de la ligne

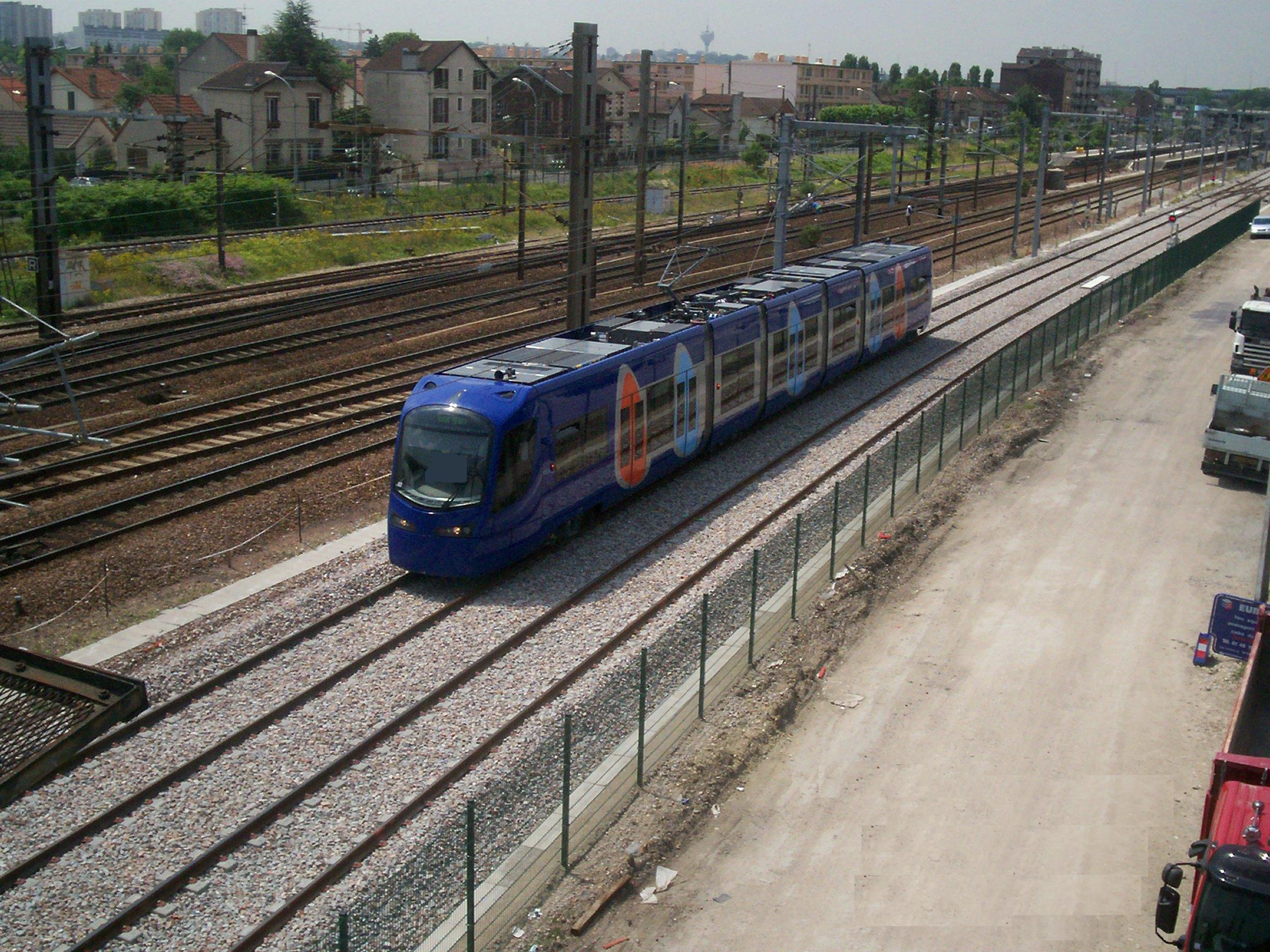
Une rame U 25500 entre Bondy et La Remise à Jorelle durant les essais pré-inauguraux.
On distingue clairement l'origine ferroviaire de la voie, implantée sur ballast et traverses, comme le tramway T2. L'infrastructure présente des caractéristiques relevant à la fois du tramway (signalisation, gabarit) et du train (caténaire 25 kV).

La ligne 4 du tramway d'Île-de-France est inaugurée le samedi 18 novembre 2006 et sa véritable mise en service commercial a lieu le lundi 20 novembre 2006 au matin.
Le T4 est la quatrième ligne du réseau francilien mais également la première ligne utilisant un matériel tram-train de France. Elle constitue la première ligne de tramway exploitée par la SNCF, suivie en 2017 par le T11, contrairement aux autres lignes du tramway francilien qui sont exploitées par la RATP. Cela pourrait paraître surprenant de la part de la SNCF : en effet, l'entreprise avait laissé à la RATP dans les années 1990, l'exploitation de la ligne des Coteaux, qui était en mauvais état et gravement déficitaire, devenue T2.
En fait, la politique de la SNCF était alors de se concentrer sur les flux importants de voyageurs et donc sur le « ferroviaire lourd » ; à la fin des années 1990, la réussite des réseaux de tramway d'une part et l'intérêt croissant pour les transports péri-urbains d'autre part ont alors infléchi cette politique.
Le prolongement jusqu'à Noisy-le-Sec n'est pas à l'ordre du jour. Il permettrait à terme d'atteindre ce pôle multimodal, de donner une correspondance avec le T1, le RER E (branche de Tournan en plus de celle de Chelles - Gournay) et le T11 (ex-Tangentielle Nord) ainsi qu'a fortiori vers Paris. Sur la ligne T2, c'est précisément le prolongement par la RATP de Puteaux à La Défense, prolongement effectué sur des plates-formes existantes, qui a engendré son succès impressionnant.
La plateforme de la ligne T4 appartient au réseau ferré national (RFN) et se place sous l'autorité de l'Établissement public de sécurité ferroviaire (EPSF). Or, la ligne T4 est exploitée intégralement comme tramway, mode d'exploitation relevant de la compétence du Service technique des remontées mécaniques et des transports guidés (STRMTG). Par ailleurs, la voie réservée au tram-train de la vallée de la Thur à Mulhouse appartient au RFN alors que son contrôle relève de la responsabilité du STRMTG. En ce sens, la ligne T4 constitue une singularité tant réglementaire qu'administrative.
La ligne est exploitée par 15 rames de type tram-train, roulant à droite, en conduite à vue. Il leur faut 19 minutes pour parcourir la ligne de huit kilomètres. Conformément à la réglementation, les rames et les stations sont étudiées pour être facilement accessibles pour les personnes handicapées (excepté pour les rames du RER E à Bondy).

#### Critiques
La mise en service de la ligne, malgré l'amélioration globale qu'elle apporte en comparaison de l'ancienne exploitation, n'a toutefois pas été dénuée de critiques. Dès le jour de l'inauguration le 18 novembre 2006, deux rames ont connu des avaries de frein, ce qui a poussé la SNCF à interrompre le trafic en fin d'après-midi et contraint de nombreux visiteurs bloqués en route à rentrer à pied voire en auto-stop.
Plusieurs aspects de la nouvelle ligne ont également provoqué le mécontentement : l'utilisation très fréquente de l'avertisseur sonore par les conducteurs, qui a provoqué une polémique entre riverains et élus locaux d'une part, et la SNCF d'autre part. Cette nuisance a entraîné la création d'un collectif de riverains, qui a réussi à obtenir avec l'appui des élus une réduction de 15 dB du volume sonore des avertisseurs mi-mars 2007. Depuis, une modification des consignes de sécurité a limité son usage  aux situations de danger immédiat.
En outre, certains utilisateurs déplorent les erreurs de conception ou le manque de finition de l'infrastructure, avec des passages piétons toujours pas accessibles près d'un an après l'ouverture de la ligne, des aménagements pour handicapés inutilisables en certains points (présence de marches), ou encore le nombre trop réduit d'arceaux pour le garage des vélos dans les abris proposés. La disparition de certains bâtiments voyageurs anciens, et ce malgré l'opposition des municipalités, a également été déplorée. Un collectif appuyé par les municipalités a permis de sauvegarder les gares des Coquetiers et de l'Abbaye, mais le bâtiment de la gare de l'Allée de la Tour Rendez-Vous a lui été détruit. La création de la piste cyclable implantée le long de la ligne a débuté au printemps 2008, avec une mise en service début 2010.

#### Une exploitation mitigée
Des améliorations au service ont été apportées depuis le 8 décembre 2007. En fin de soirée, de 22 h à la fin de service, le tramway assure les correspondances avec les rames du RER B à Aulnay-sous-Bois et du RER E à Bondy. Depuis cette date, la ligne est désormais en service les nuits du 31 décembre et de la Fête de la musique.
En revanche, il n'est toujours pas prévu de restructuration du réseau des bus avoisinants afin qu'ils se rabattent vers le tramway, ce qui améliorerait l'attractivité de la ligne et lui permettrait d'atteindre plus facilement les objectifs fixés à 40 000 voyageurs par jour à terme, alors qu'ils ne sont que 29 000 en octobre 2007, 30 000 en 2009 et 35 000 fin 2011. Le trafic est interrompu plusieurs semaines fin 2013 et début 2014 en raison d'un problème de brouillage des communications entre les postes de conduite des rames et le poste de commandement de Gargan.
En mai 2017, le bilan de la première décennie de fonctionnement du T4 est jugé « catastrophique » par le nouveau directeur des lignes E, P et T4, avec une dégradation progressive de sa régularité qui a chuté de 20 points en 5 ans pour tomber fin 2016 à 74,5 %. Les conducteurs se plaignent de fonctionner en service dégradé avec une fréquence réelle de passage de 9 à 18 minutes, au lieu de 6 en nominal, ce qui génère une relation difficile avec les voyageurs. La mise en service d'un nouvel atelier commun avec celui du T11 a permis d'améliorer la maintenance et de réparer une rame en panne pendant trois ans. La direction de ligne annonce la mise en place d'écrans d’information sur les bus de remplacement dès juillet 2017 et une refonte de la signalisation sur tout le parcours en 2019 avec priorité aux feux.
Le prolongement à Montfermeil n'a pas changé la situation, avec des incidents toujours fréquents provoquant la colère des usagers,. Ces remarques sont aussi émises par l'association « Plus de Trains ».

### Desserte de Clichy-Montfermeil

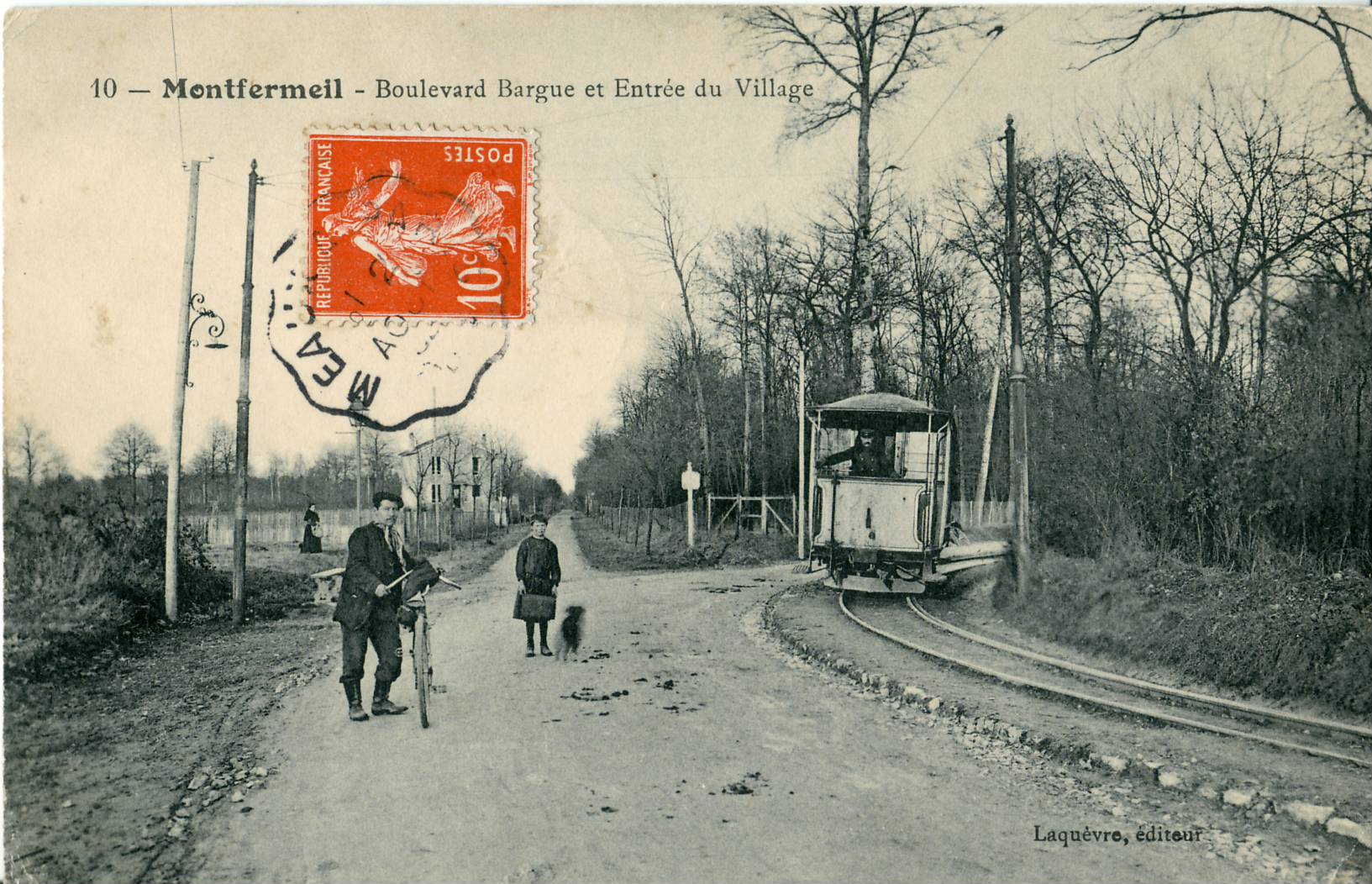
Le tramway du Raincy à Montfermeil desservait Montfermeil depuis 1890. Sous le no 112 de la STCRP, il fut le dernier des tramways parisiens à circuler, jusqu'à la création de la ligne Bobigny - Saint-Denis en 1992.

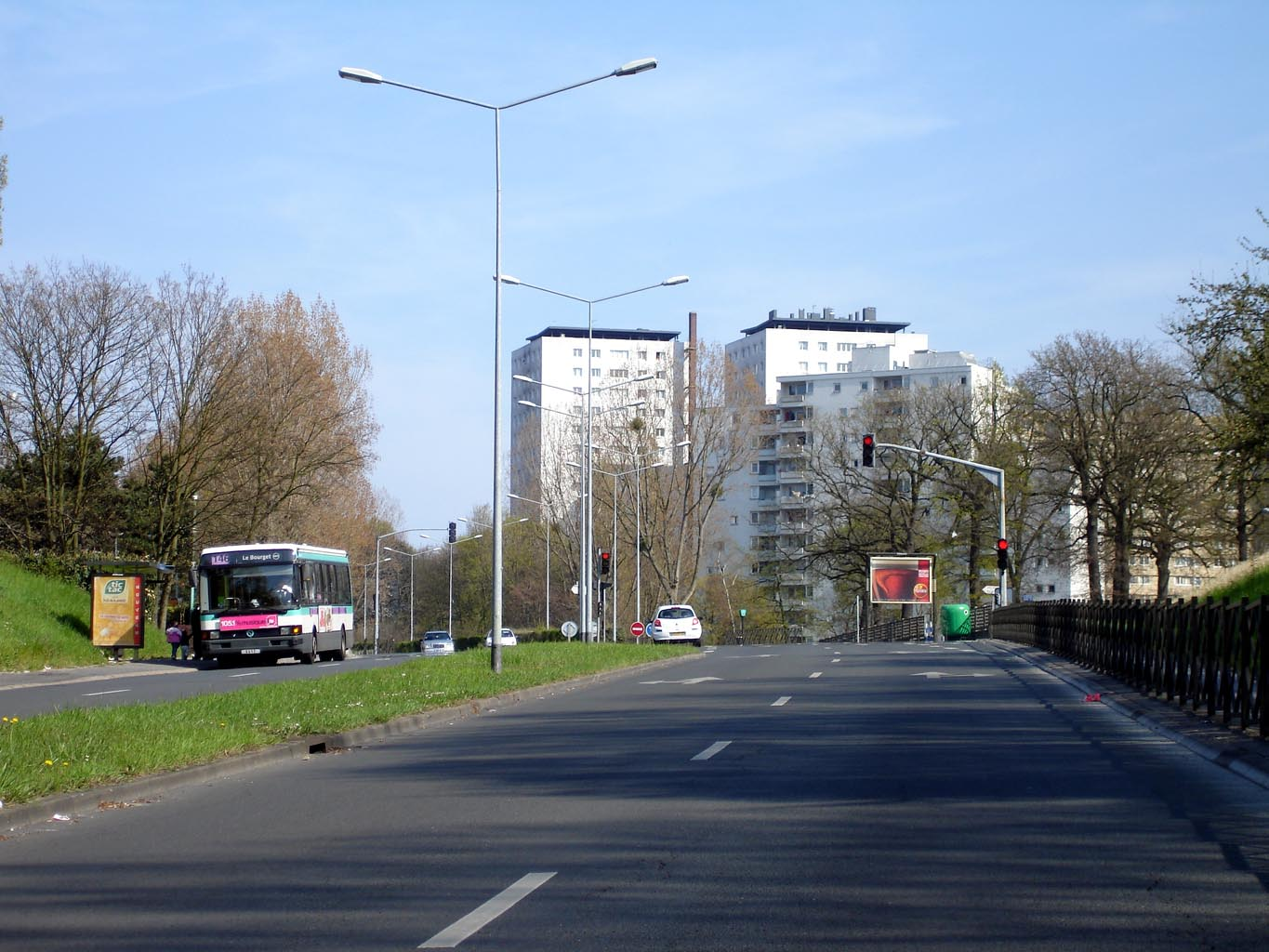
Le boulevard Gagarine à Clichy-sous-Bois, qui aurait pu être emprunté par un débranchement du T4.

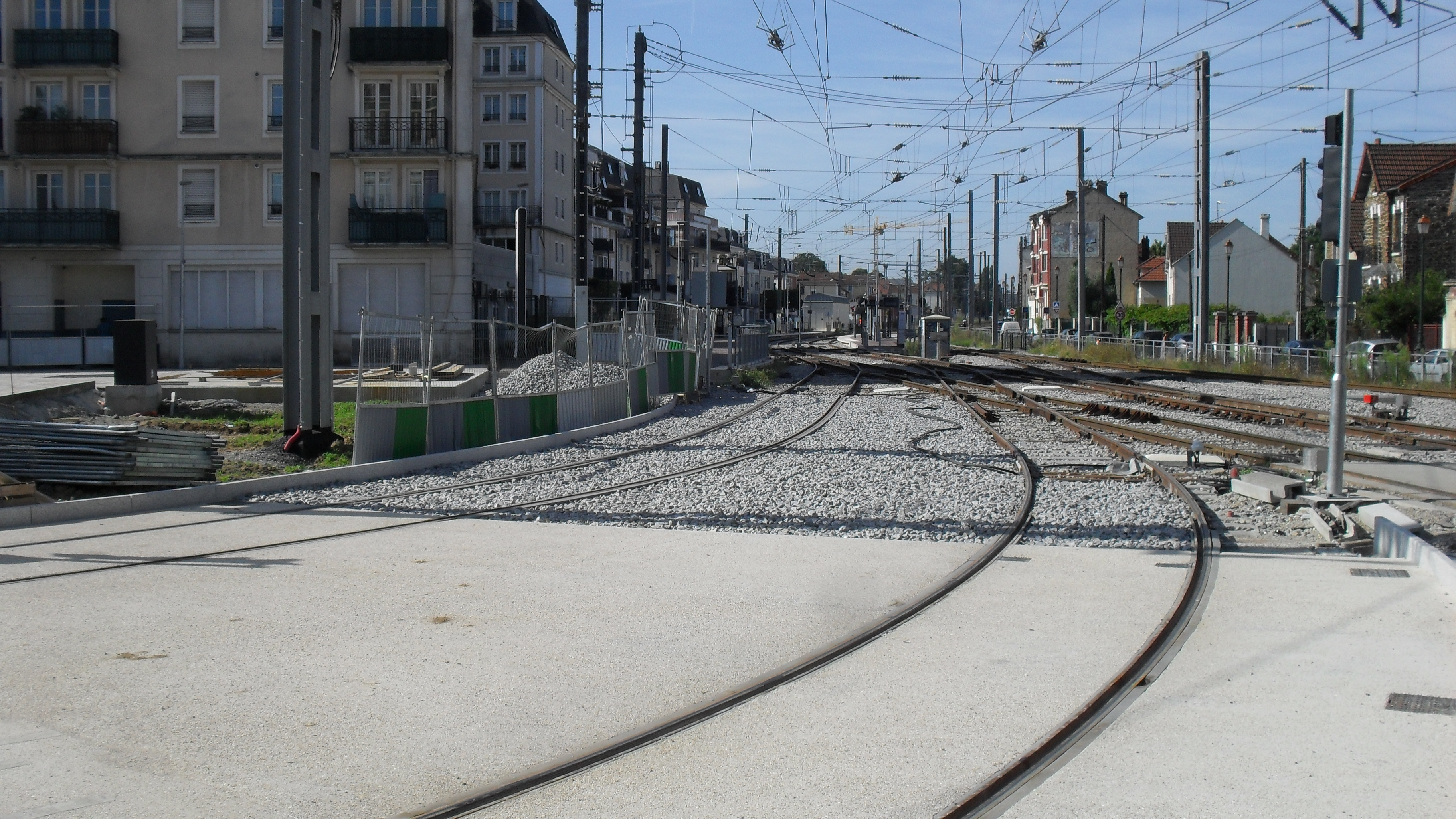
Le débranchement de la nouvelle branche vers Montfermeil, vu vers Bondy.

#### Projet controversé 2006-2013
Un projet de débranchement du T4 vers le plateau de Clichy-Montfermeil, afin de desservir les grands ensembles de ces villes, est envisagé par le STIF dès 2003, et figure dans le projet de Schéma directeur de la région Île-de-France approuvé en 2008.
Cela permettrait notamment aux habitants de Clichy-sous-Bois, de Montfermeil et des communes à proximité, de rejoindre la gare de Bondy (RER E) ou la gare d'Aulnay-sous-Bois (RER B), beaucoup plus rapidement qu'alors (en 2012) par le bus. Il serait également un nouveau moyen d'accès à d'importants pôles d'emploi, comme celui de l'aéroport de Roissy-Charles-de-Gaulle.
Néanmoins, ce prolongement suscite une opposition de certaines villes traversées (Livry-Gargan et Les Pavillons-sous-Bois). Les maires de ces villes ne souhaitent manifestement pas, depuis les élections municipales de 2008, accepter les tracés qui génèreraient des nuisances provoquées par cette extension (bruit, problèmes de circulation...) notamment dans le quartier commerçant de la gare de Gargan et se prononcent majoritairement contre. Ce blocage politique suscite un tract ainsi qu'une manifestation de la part des élus du plateau le jour de l'inauguration du T4 par les officiels.
Philippe Dallier, maire des Pavillons-sous-Bois et sénateur de la Seine-Saint-Denis, rappelle lors de l'inauguration du T4 Aulnay-Bondy, qu'en 2000, avec Gilbert Roger (maire PS de Bondy de 1995 à 2011), il avait été à l'origine d'un courrier signé par les maires de toutes les communes depuis Pantin jusqu'à Clichy-sous-Bois et Montfermeil, demandant la création d'un transport en commun en site propre (TCSP) sur l'ex-RN3. Cette solution permettrait en effet, selon lui, de régler à la fois le problème de la desserte du plateau de Clichy-Montfermeil et celui de la saturation de cette route nationale que des bus bondés parcourent à grand-peine.
Le T Zen 3, bus à haut niveau de service, constitue alors le projet porté par le STIF et retenu pour améliorer la desserte des communes traversées par l'ex-RN 3 de la Porte de Pantin aux Pavillons-sous-Bois. Cependant le Conseil général de Seine-Saint-Denis maintient sa décision, arguant que la nouvelle branche du T4 permettra donc de désenclaver les villes du plateau, Clichy-sous-Bois et Montfermeil en particulier.
D'autres élus se manifestent régulièrement pour réclamer la réalisation de ce débranchement, indispensable selon eux pour desservir ces quartiers populaires très enclavés, du moins ne disposant pas de gare propre en centre-ville. C'est par exemple le cas du conseiller régional Alain Amédro, président de la Commission des investissements et du suivi du contrat de plan État-Région du STIF, qui réclame en octobre 2007 l'inscription de ce débranchement dans le contrat particulier que signera la Région avec le département de la Seine-Saint-Denis. De même Claude Dilain, maire de Clichy-sous-Bois de 1995 à 2011, demande que la région tranche enfin sur le tracé de ce débranchement.
Fadela Amara, secrétaire d'État chargée de la politique de la Ville (2007-2010), se rend d'ailleurs le 9 novembre 2007 à Clichy-sous-Bois en RER et en bus depuis Paris, afin d'apprécier la longueur et la qualité du trajet en transports en commun depuis la capitale. Elle déclare alors : « Je ferai tout pour que les travaux démarrent au plus vite ».
Le vice-président de la Région (1998-2010) et du STIF, Serge Méry, demande donc à l'État de financer 30 % du coût du projet, ce qui permettrait aux travaux de commencer dès 2011. À défaut, la Région solliciterait le département de la Seine-Saint-Denis.
Le contrat de projets État-région d'Île-de-France 2007-2013 prévoit d'ores et déjà le financement d'études de ce projet, afin « de déterminer en 2010 les opérations qui pourront bénéficier de crédits pour un engagement substantiel de leurs travaux avant » 2013.
En juillet 2008, le STIF approuve le dossier d'objectifs et de caractéristiques principales du prolongement,. Deux familles de tracés sont retenues sur les six étudiées :
- une de référence, qui se fonde sur un double débranchement entre les stations Gargan et Lycée Henri-Sellier, avec un nouveau parcours urbain long de 5,8 kilomètres comportant dix stations, fréquenté par 5,7 millions de voyageurs à l'horizon 2015 pour un coût de 209 millions d'euros ;
- une alternative, qui se fonde sur un débranchement uniquement en direction d'Aulnay-sous-Bois, à hauteur de la station Freinville - Sevran, avec un nouveau parcours long de 6,7 kilomètres comportant également dix stations, fréquenté par 5,4 millions de voyageurs à l'horizon 2015 pour un coût de 220 millions d'euros.

Les tracés traversant les villes du Raincy et des Pavillons-sous-Bois ne sont pas retenus dans ce document. Toutefois la commune de Livry-Gargan sollicite alors la Commission nationale du débat public (CNDP) afin que toutes les variantes des tracés développées lors des études préalables soient présentées lors des procédures de débat public et de concertation préalable. Ces dernières sont finalement reportées à l'année 2009 devant la contestation exigeant que toutes les variantes soient présentées.
Le 10 juin 2009, un calicot réclamant le tram est apposé aux frontons des mairies de Clichy-sous-Bois et Montfermeil, et un site Internet est ouvert par la communauté d'agglomération de Clichy-sous-Bois / Montfermeil (CACM). Ces points marquent un tournant dans la revendication des deux villes en faveur du tram. D'autres calicots, hostiles au tracé, sont apposées à Livry-Gargan.

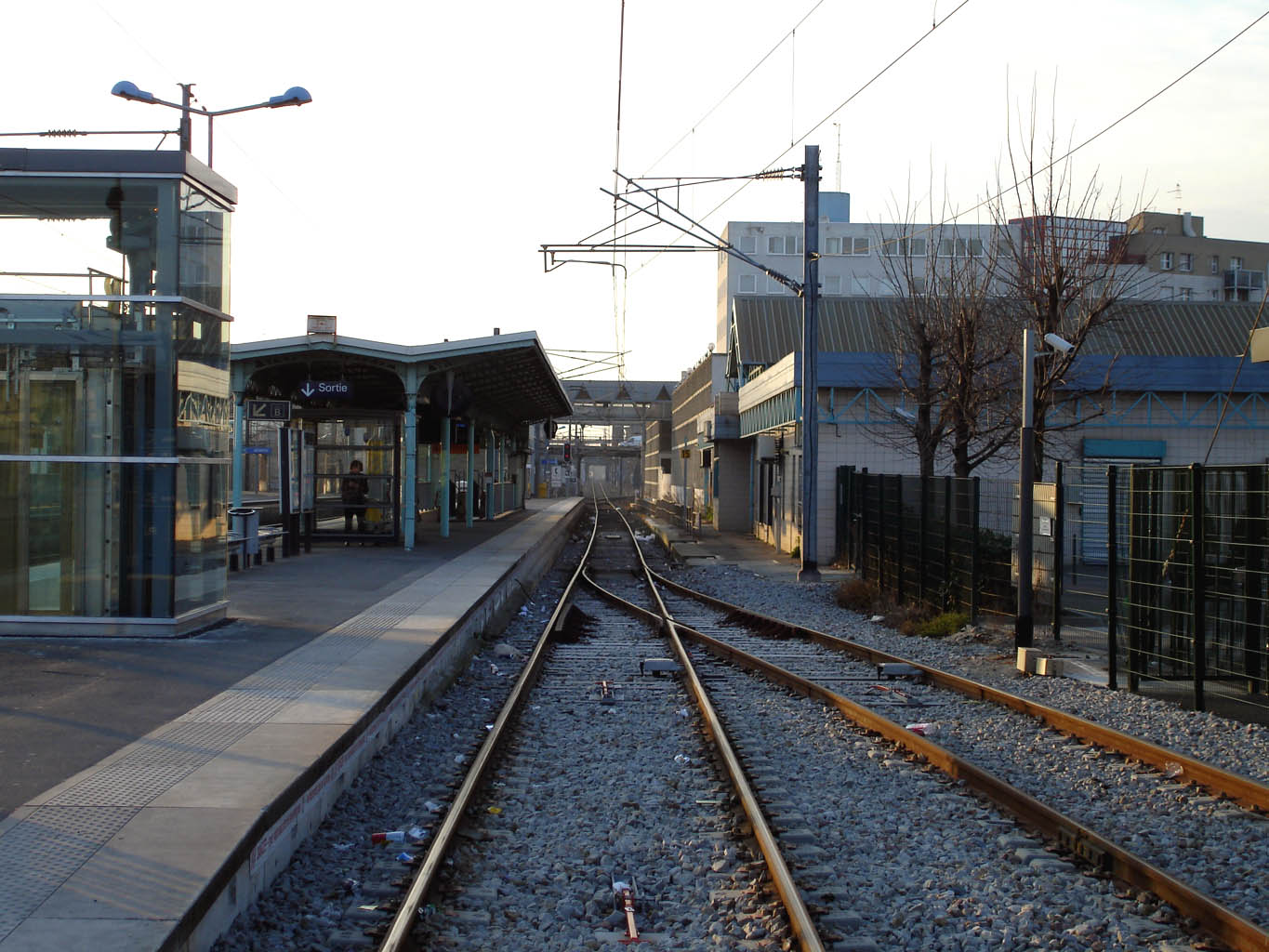
Vue depuis la gare de Bondy des voies en direction de Noisy-le-Sec.

La concertation officielle se déroule du 1er septembre 2009 au 31 octobre 2009,. Cette concertation permet de confirmer l'opportunité du projet même si ses impacts devaient être approfondis dans les phases d'études suivantes. L'ensemble des variantes étudiées, au nombre de 7, ont été présentées. Le STIF choisit alors de poursuivre les études et la concertation sur le principe de deux variantes les plus opportunes (no 3 et no 4), dans les deux cas avec un débranchement vers Bondy, afin d'en étudier l'impact et les conséquences sur l'exploitation de la ligne et le trafic routier. Les tracés écartant la desserte du Bas-Clichy ou imposant un temps de parcours plus long ont été largement rejetés lors de la concertation,. La variante « 0 », dite historique a été abandonnée du fait de grandes difficultés d'insertion sur le boulevard Roy et sur l'ex-RN3.
L’année 2010 est consacrée à la préparation des études complémentaires. La répartition des études est faite entre les acteurs du projet : au STIF, les études d’insertion (études de circulation comprises) ; à RFF, les études ferroviaires ; à la SNCF, les études d’exploitation.
En 2011, des ateliers de concertation sont organisés à Montfermeil et Livry-Gargan pour informer la population des avancées du projet et instaurer un dialogue avec les maîtres d'ouvrage pour affiner le projet et recueillir les avis des riverains.
L'enquête publique se tient du 10 décembre 2012 au 24 janvier 2013, sur les huit communes du territoire concerné par le projet : Les Pavillons-sous-Bois, Livry-Gargan, Clichy-sous-Bois et Montfermeil en tant que communes traversées par la nouvelle infrastructure ; Villemomble, Le Raincy, Bondy et Noisy-le-Sec (pour l'accès au Site de maintenance et de remisage) en tant que communes concernées par le doublement de fréquence du T4 sur la section Bondy-Gargan.
La commission d'enquête rend ensuite un avis favorable sans réserve à la déclaration d'utilité publique (DUP) du projet, assorti de trois recommandations (préserver l’accès aux commerces et éventuellement d’indemniser, comme cela est prévu, les pertes dues à la période des travaux ; veiller à la circulation routière, particulièrement dans le secteur de la gare de Gargan ; veiller à la communication envers les riverains et les utilisateurs de la ligne T4 pendant la durée des travaux). Le projet est déclaré d'utilité publique le 12 septembre 2013.
Comme il l'avait annoncé, Alain Calmat, maire de Livry-Gargan, dépose un recours contre la DUP en novembre 2013, arguant de « l'irrégularité de l'enquête publique » et de « l'absence d'avis motivé de la commission d'enquête qui s'est alignée sur le STIF sans jamais justifier sa position sur un tracé pourtant disqualifié par ce même STIF en 2008 ». Le recours n'étant pas suspensif, si les travaux débutent en 2014, la ligne pourrait desservir Clichy-Montfermeil en 2017.
Le 3 juillet 2014, le STIF annonce qu'en raison d'un « arrêt technique », la construction du débranchement est retardée, et le tramway ne serait en service qu'en 2019, ce qui provoque la colère des élus de Clichy-sous-Bois et Montfermeil, soutenus par Stéphane Troussel, président du conseil général de la Seine-Saint-Denis.

#### Tracé définitif

##### Présentation du tracé

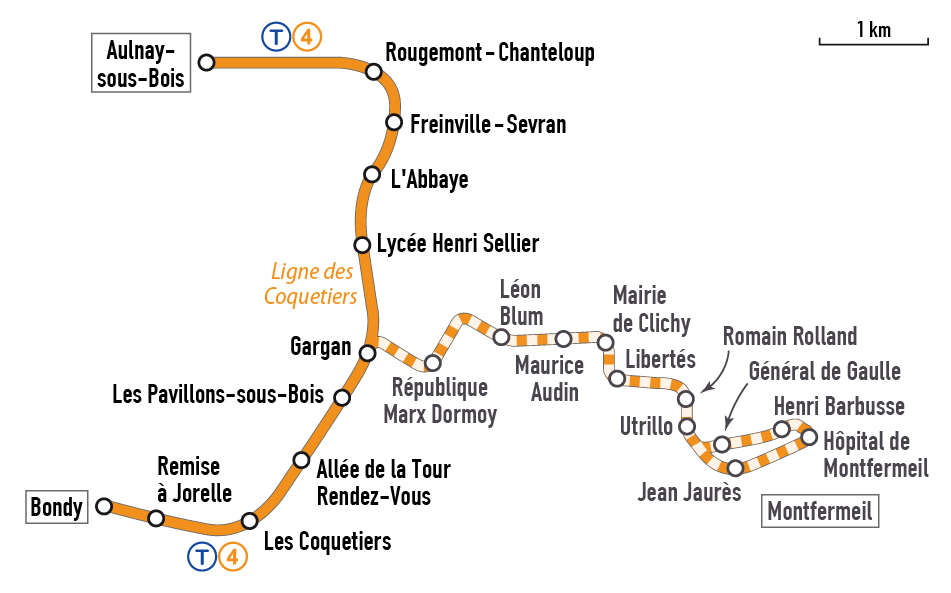
Plan avec l'extension avec les noms de projet des futures stations.

Le tracé no 4 a été retenu par le Conseil du STIF le 11 avril 2012,,. La nouvelle branche du T4 permettra donc de faire un trajet direct entre Bondy et Clichy-sous-Bois / Montfermeil. Elle aura des correspondances avec le RER E, la future ligne 15 du Grand Paris Express à Bondy et la future ligne 16 de ce même réseau à Montfermeil.
D'une longueur de 6 km, cette branche comprendra 11 nouvelles stations implantées en moyenne tous les 400 à 600 mètres ; la fréquentation attendue est estimée à 38 000 voyageurs par jour sur cette nouvelle liaison entre Bondy et Montfermeil. Les fréquences de passage sur le trajet entre Bondy et Montfermeil seront les mêmes que sur le trajet entre Aulnay et Bondy, c'est-à-dire toutes les six minutes. Sur le tronçon commun entre Bondy et Gargan, sur lequel les voyageurs bénéficient des tramways Bondy-Aulnay et Bondy-Montfermeil en alternance, les fréquences seront doublées (trois minutes). Le temps moyen de parcours total entre Bondy et Montfermeil est estimé à un peu moins de 30 minutes.
La nouvelle branche du T4 partira d'une station existante de la ligne, celle de Gargan sur la commune des Pavillons-sous-Bois, terminus également du futur T Zen 3. Elle traversera une partie de la ville de Livry-Gargan (boulevards de la République et Marx-Dormoy, avenue Léon-Blum), puis Clichy-sous-Bois (allées Romain-Rolland et Maurice-Audin) et Montfermeil (rue Utrillo, avenue Jean-Jaurès, rue du 8-Mai-1945, rue du Général-Leclerc et rue Henri-Barbusse) où le T4 fera une boucle à voie unique dans le centre-ville. Le terminus de la ligne sera situé près du groupe hospitalier intercommunal.
Quatre sous-stations électriques — disposées boulevard Marx-Dormoy à Livry-Gargan, sur l’allée Maurice-Audin à Clichy-sous-Bois, sur la rue Notre-Dame-des-Anges et sur la rue du 8-Mai-1945, au niveau de la station Hôpital à Montfermeil — reçoivent un courant alternatif de 25 000 volts qui est transformé en un courant continu de 750 volts. Elles alimentent à la fois les lignes aériennes de contact et les équipements des stations.
Le coût du projet du débranchement du T4 est estimé à 214 M€ HT, auxquels il faut ajouter 60 M€ HT pour le matériel roulant, aux conditions économiques de janvier 2011.

##### Travaux

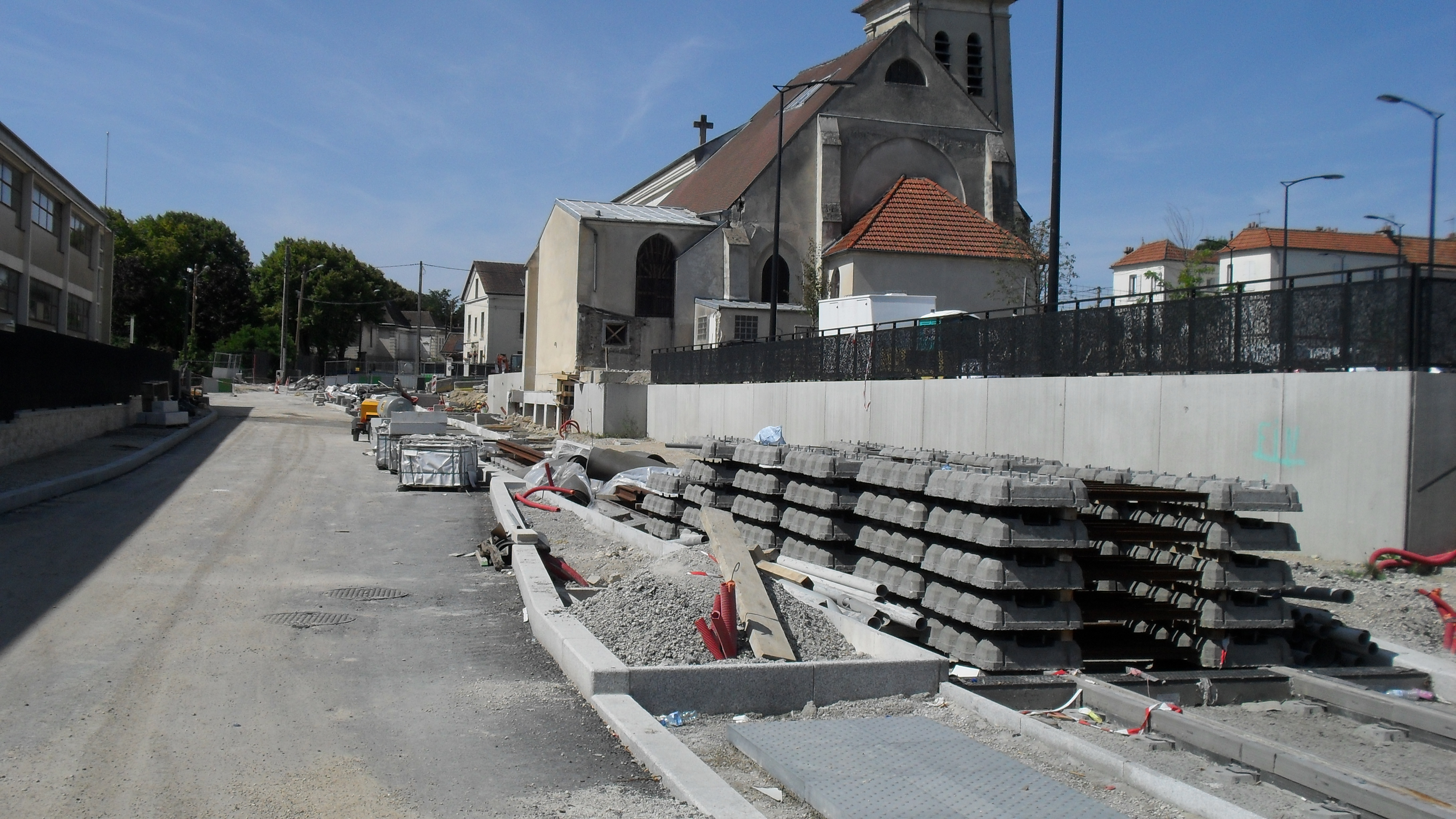
Voie du tram-train en cours de construction entre les futures stations Arboretum et Hôpital de Montfermeil, en août 2019.

Les travaux sur les réseaux concessionnaires auraient dû démarrer à la fin de 2014 pour une mise en service envisagée initialement en 2017 mais reportée à l'horizon 2019 en raison d'un allongement des délais dû au retard pris dans la réalisation d’études et de la nécessité de procéder à des travaux supplémentaires, en gare de Bondy.
Les travaux préparatoires ont commencé en janvier 2015. Les travaux d'infrastructure ont commencé le 18 octobre 2016.
Durant l'été 2017, dans le cadre de la création du débranchement de la ligne vers Montfermeil, les stations de la gare de Bondy et de Gargan ont été de nouveau refaites. La première station a vu ses quais allongés et réorganisés de manière à affecter un quai pour les arrivées et un autre pour les départs et à permettre un départ et une arrivée d'une rame toutes les 3 min. La seconde a été déplacée de 90 m au sud et les aiguillages vers le débranchement ont été posés. La conversion de la traction en 750v s'effectue à 2 km environ, de part et d'autre, de Gargan car l'abaissement du pantographe et le "palpage" du courant ne peuvent se faire que sur plusieurs centaines de mètres.

#### Mise en service progressive

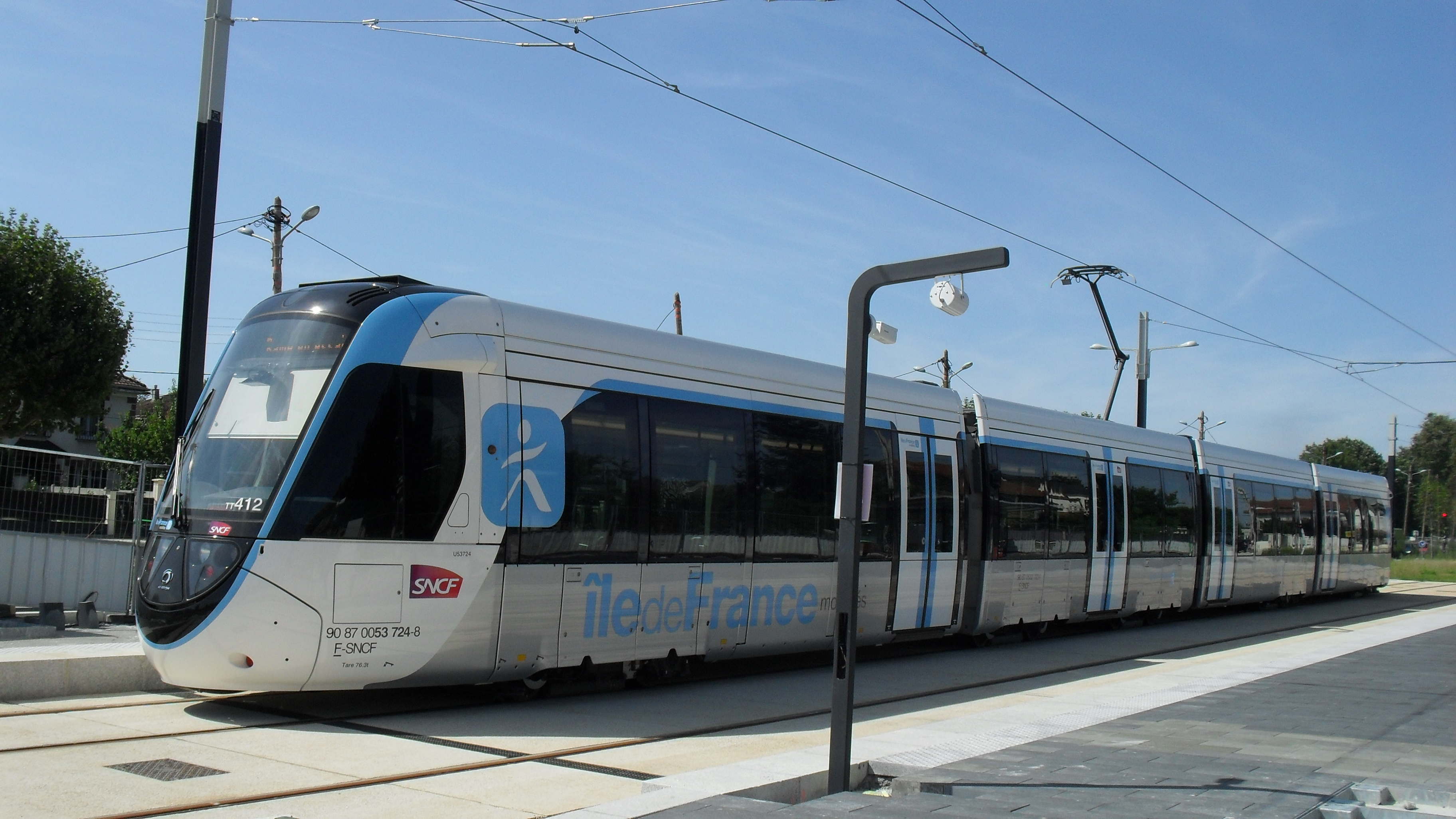
Une rame Citadis Dualis (U 53700) à la future station Arboretum lors des essais pré-inauguraux, en août 2019.

En juin 2017, il est annoncé que la boucle de retour avec les stations « De Kock », actuel Daniel Perdrigé et « Henri Barbusse », actuel Paul Bert à Montfermeil ne sera mise en service qu'en 2022, le reste de la nouvelle branche étant inauguré début 2020. Ce retard est dû à des projets de constructions lancés par la ville de Montfermeil. Dans l'intervalle, les stations Arboretum, ex- « parc Jean-Valjean » et Hôpital de Montfermeil seront bien ouvertes en 2020 mais desservies par une voie unique avec une fréquence réduite de moitié.
En janvier 2019, la région d'Île-de-France annonce que la date du prolongement de la ligne est ramené à 2019.
En juillet 2019, il est annoncé que la ligne sera ouverte dans un premier temps courant décembre 2019 entre Gargan et Arboretum. Le raccordement à l'hôpital de Montfermeil aura lieu quelques mois plus tard.
En décembre 2019, la branche Clichy-Montfermeil est finalement mise en service avec une exploitation classique à raison d'un tramway toutes les neuf minutes trente. La station Arboretum est desservie dans les deux sens de circulation. L'inauguration a lieu le 14 décembre 2019.

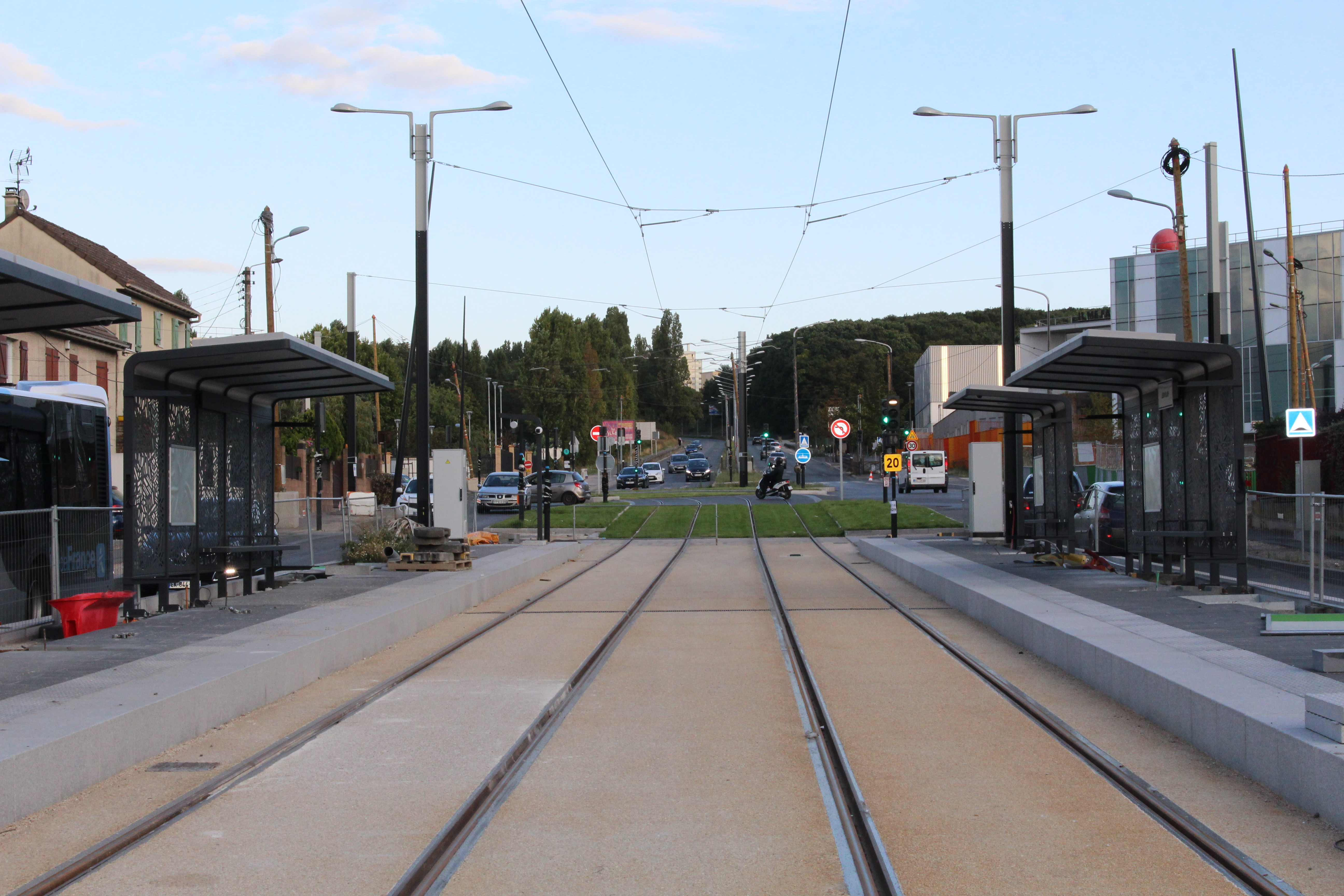
Station Léon Blum.

En août 2020, la ligne est prolongée d'Arboretum à Hôpital de Montfermeil.
À l'origine prévus pour avril 2020, les essais ont démarré fin juin 2020 et la marche à blanc a débuté à la mi-juillet.
L'exploitation de la branche est assurée à compter d'octobre 2020 comme suit aux heures de pointe : un tramway toutes les sept minutes entre Gargan et Arboretum dont un sur deux prolongé à Hôpital de Montfermeil avec emprunt dans les deux sens de circulation d'une portion en voie unique.

#### Matériel roulant pour le prolongement vers Clichy-Montfermeil

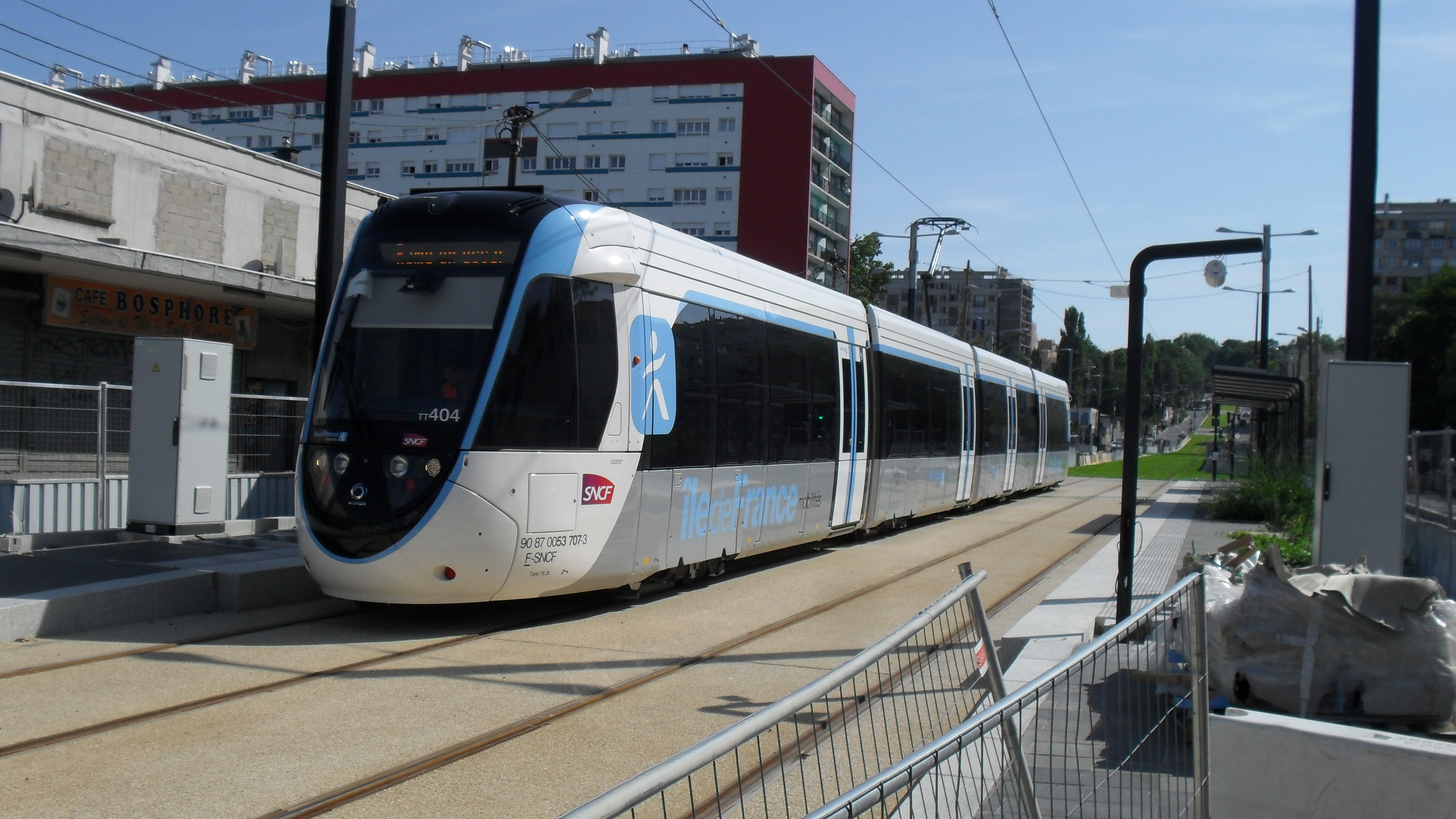
Le matériel en question, en essai à la future station Maurice Audin en août 2019.

Le matériel prévu est l'Alstom Citadis Dualis, version tram-train du Citadis. La commande de ce matériel est confirmée en janvier 2016 : quinze rames seront livrées pour l'ouverture du prolongement, doublant ainsi le parc du matériel roulant de la ligne. Le premier Citadis est livré au dépôt de Noisy le 2 novembre 2017.

#### Acteurs du projet de la nouvelle branche du T4
Le projet de nouvelle branche du T4 a été l'un des premiers projets pour lequel le STIF exerce la maîtrise d'ouvrage.
En tant que pilote de l'ensemble du projet, il veille au respect du calendrier et des coûts. Il est également maître d'ouvrage de la nouvelle branche ; il assure en outre le pilotage des actions de communication et participe activement à la poursuite du dialogue avec les communes concernées.
Il a confié une partie de la maîtrise d'ouvrage du projet :
- à RFF pour les éléments de l'infrastructure du réseau ferré national, auquel appartient la branche actuellement exploitée ;
- à la SNCF pour les matériels dévolus à l'exploitation des services de transport.

## Infrastructure

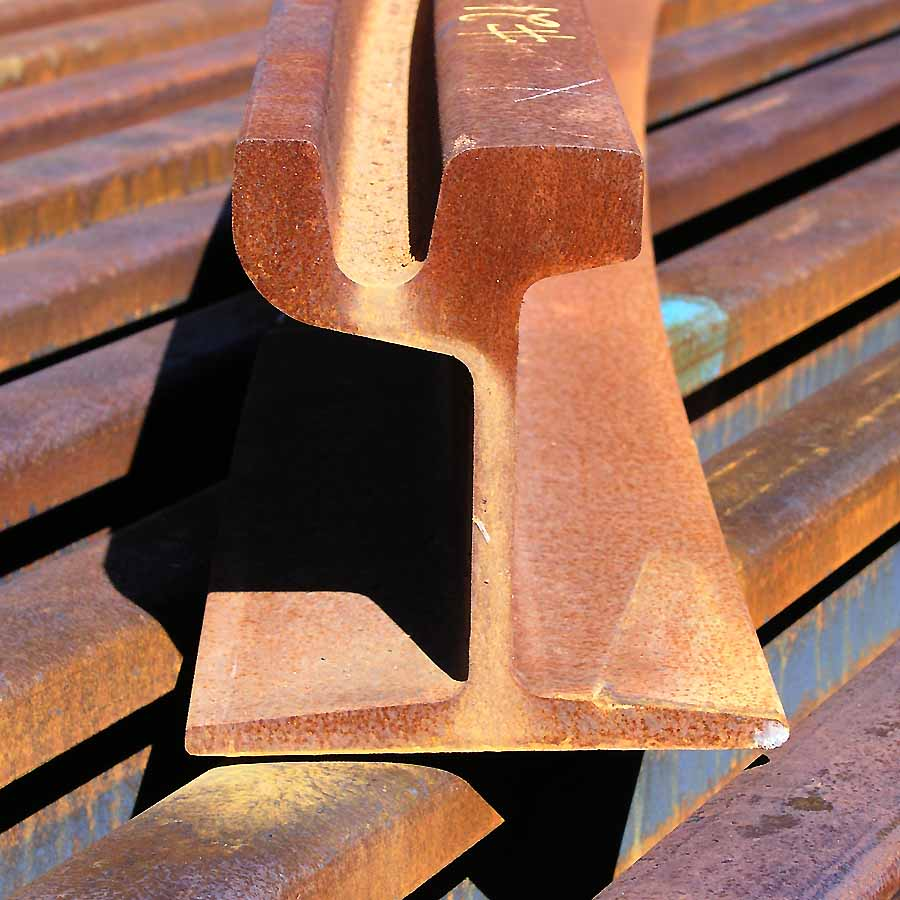
Un rail à gorge, typique des voies de tramways.

Tout comme la ligne T2 entre La Défense et Issy-Val-de-Seine, la section du tramway T4 mise en service en 2006 trahit son origine ferroviaire : appartenance au réseau ferré national (RFN) et utilisation d'une voie ballastée avec des rails de type « Vignole ». Elle a perdu son raccordement à Aulnay-sous-Bois au reste du réseau. Les parties nord et sud du trajet ont conservés leur électrification ferroviaire en 25 kV, mais la partie centrale est convertie à 750 V lors des travaux de 2019; il y a des zones neutres entre les haltes Allée de la Tour Rendez-Vous et Les Pavillons-sous-Bois, et entre Lycée Henri Sellier et L'Abbaye. Par ailleurs, comme tout tramway, elle possède des quais bas, les rames circulent à droite, la ligne est exploitée en conduite à vue sans signalisation d'espacement, et les "carrefours" (La dénomination officielle est "Traversée Routière" telle qu'on peut le deviner sur la photo avec indication "TR14") sont équipés de feux routiers.
Par ailleurs, la ligne est la première ligne de France équipée du système de communication GSM-R, norme de liaison radio sol-train déployée sur le réseau ferroviaire français. Cependant, en décembre 2013, ces communications ont été victimes de perturbations engendrées probablement par des réseaux de téléphonie mobile : les bandes de fréquence GSM-R sont en effet très proches de celles utilisées en GSM « grand public » et l'utilisation de cette technologie est unique dans le monde du tramway urbain qui privilégie la norme TETRA. De fait, la circulation des tramways a été très perturbée voire interrompue à certaines périodes.
En revanche, la branche de Livry-Gargan à l'hôpital de Montfermeil mise en service en 2019 est aménagée comme un tramway urbain en site propre et n'appartient pas au réseau ferré national : rails à gorge et électrification par ligne aérienne en 750 V.

## Tracé et stations

### Tracé
La ligne naît en gare de Bondy, avec deux voies à quai aménagées à côté du bâtiment voyageurs de la gare, sur la ligne de Paris-Est à Strasbourg-Ville (dite ligne 1). Elle longe la plate-forme de cette dernière par le nord, en direction de l'est, et dessert la station La Remise à Jorelle avant de s'incurver progressivement vers le nord. Le saut-de-mouton qui était utilisé autrefois pour les trains en direction de Bondy et Paris-Est sert pour atteindre l'atelier de Noisy. La ligne est alors encadrée par deux chaussées à sens unique et située au même niveau. Encadrée par le boulevard d'Aulnay, elle dessert Les Coquetiers, station située à Villemomble, puis Allée de la Tour - Rendez-Vous, à la limite de Villemomble, du Raincy et des Pavillons-sous-Bois.
Maintenant encadrée par le boulevard Pasteur, la ligne dessert la station Les Pavillons-sous-Bois, avant de s'orienter franchement vers le nord. Après la station Gargan, située entre les boulevards Louis-Pasteur et Roy, la ligne 4 se sépare en deux branches, la branche vers Aulnay continuant au nord tandis que celle en direction de Montfermeil s'oriente vers l'est.
Dans la branche en direction d'Aulnay, elle franchit par le viaduc de Gargan l'ex-RN3, ici nommée avenue Aristide-Briand, avant de se replacer au niveau du sol. Elle est maintenant placée entre les boulevards Édouard-Vaillant et Maurice-Berteaux. Un peu plus loin, la ligne dessert la station Lycée Henri Sellier, puis l'ancienne gare de L'Abbaye, avant de s'incurver progressivement vers l'ouest en formant un grand « S ». Elle dessert alors la station Freinville - Sevran, frôle l'ex-RN 370, ici nommée boulevard Westinghouse, et franchit le canal de l'Ourcq. Maintenant, elle dessert la station Rougemont - Chanteloup puis, franchement orientée vers l'ouest, rejoint la plateforme de la ligne de La Plaine à Hirson, sensiblement à hauteur de la bifurcation de Roissy, sur quelques centaines de mètres. Le tracé s'achève en gare d'Aulnay-sous-Bois, par deux voies en impasse à 7 900 mètres du départ.
Dans la branche en direction de Montfermeil, elle se place dans le boulevard de la République puis remonte le boulevard Marx-Dormoy en direction du nord-est, desservant au passage la station République - Marx Dormoy. Progressant au sud-est dans la rue Léon-Blum, elle dessert la station du même nom ainsi que le collège Louise-Michel situé à proximité. S'orientant franchement vers l'est, la ligne continue son parcours dans l'avenue Maurice-Audin, desservant la station Maurice Audin. Quittant la commune de Livry-Gargan, la ligne continue son parcours à Clichy-sous-Bois, s'oriente vers le sud du boulevard de l'Avenir et dessert la station Clichy-sous-Bois - Mairie. À nouveau orientée vers l'est, la ligne dessert la station Romain Rolland avant de continuer son parcours dans la rue du même nom en desservant la station Clichy-Montfermeil, où une station de métro de la ligne 16 est en construction. S'orientant vers le sud et entrant dans la commune de Montfermeil, la ligne est désormais située au boulevard Utrillo, desservant la station Notre-Dame des Anges, avant de s'engager au sud-est dans la rue du même nom. Rejoignant l'avenue Jean-Jaurès, la ligne dessert la station Arboretum, puis continue son parcours avec une seule voie, en prévision de l'ajout des stations Paul Bert et Daniel Perdrigé dans la phase finale. Remontant au nord-est dans la rue de l’Église, la ligne longe le Parc Arboretum de Montfermeil avant de s'engager dans la rue du 8-Mai-1945. En direction du nord-est, elle rejoint la rue du Général-Leclerc avant de terminer son parcours à son terminus, Hôpital de Montfermeil, desservant l'hôpital du même nom.

### Liste des stations
La ligne T4 dessert 20 stations dont deux en correspondance avec les grands axes ferroviaires (Bondy et Aulnay-sous-Bois), huit étant des anciennes gares de la ligne des Coquetiers (Bondy, Les Coquetiers, Allée de la Tour - Rendez-Vous, Les Pavillons-sous-Bois, Gargan, L'Abbaye, Freinville - Sevran et Aulnay-sous-Bois), trois créées en 2006 (La Remise à Jorelle, Lycée Henri-Sellier et Rougemont - Chanteloup), huit en 2019 (République - Marx Dormoy, Léon Blum, Maurice Audin, Clichy-sous-Bois Mairie, Romain Rolland, Clichy-Montfermeil, Notre-Dame-des-Anges et Arboretum) et une en 2020 (Hôpital de Montfermeil).
|  |   |   |   |  | Station                         | Lat/Long                    | Zone | Commune                 | Correspondances                                  |
|  | - | - | - |  | ------------------------------- | --------------------------- | ---- | ----------------------- | ------------------------------------------------ |
|  |   | ■ |   |  | Bondy                           | 48° 53′ 39″ N, 2° 28′ 49″ E | 3    | Bondy                   | (RER) · (E)                                      |
|  |   | • |   |  | La Remise à Jorelle             | 48° 53′ 35″ N, 2° 29′ 15″ E | 3    | Bondy                   |                                                  |
|  |   | • |   |  | Les Coquetiers                  | 48° 53′ 33″ N, 2° 29′ 58″ E | 3    | Villemomble             |                                                  |
|  |   | • |   |  | Allée de la Tour - Rendez-Vous  | 48° 53′ 49″ N, 2° 30′ 23″ E | 4    | Villemomble             |                                                  |
|  |   | • |   |  | Les Pavillons-sous-Bois         | 48° 54′ 09″ N, 2° 30′ 42″ E | 4    | Les Pavillons-sous-Bois |                                                  |
|  |   | • |   |  | Gargan                          | 48° 54′ 30″ N, 2° 31′ 01″ E | 4    | Les Pavillons-sous-Bois |                                                  |
|  | • |   |   |  | Lycée Henri Sellier             | 48° 54′ 58″ N, 2° 30′ 54″ E | 4    | Livry-Gargan            |                                                  |
|  | • |   |   |  | L'Abbaye                        | 48° 55′ 19″ N, 2° 30′ 59″ E | 4    | Livry-Gargan            |                                                  |
|  | • |   |   |  | Freinville - Sevran             | 48° 55′ 36″ N, 2° 31′ 09″ E | 4    | Sevran                  |                                                  |
|  | • |   |   |  | Rougemont - Chanteloup          | 48° 55′ 51″ N, 2° 30′ 55″ E | 4    | Sevran                  |                                                  |
|  | ■ |   |   |  | Aulnay-sous-Bois                | 48° 55′ 55″ N, 2° 29′ 47″ E | 4    | Aulnay-sous-Bois        | (RER) · (B) · Transilien · Ligne K du Transilien |
|  |   |   | • |  | République - Marx Dormoy        | 48° 54′ 22″ N, 2° 31′ 25″ E | 4    | Livry-Gargan            |                                                  |
|  |   |   | • |  | Léon Blum Collège Louise Michel | 48° 54′ 30″ N, 2° 31′ 57″ E | 4    | Livry-Gargan            |                                                  |
|  |   |   | • |  | Maurice Audin                   | 48° 54′ 30″ N, 2° 32′ 26″ E | 4    | Clichy-sous-Bois        |                                                  |
|  |   |   | • |  | Clichy-sous-Bois - Mairie       | 48° 54′ 29″ N, 2° 32′ 46″ E | 4    | Clichy-sous-Bois        |                                                  |
|  |   |   | • |  | Romain Rolland La chapelle      | 48° 54′ 17″ N, 2° 32′ 52″ E | 4    | Clichy-sous-Bois        |                                                  |
|  |   |   | • |  | Clichy - Montfermeil            | 48° 54′ 17″ N, 2° 33′ 19″ E | 4    | Clichy-sous-Bois        |                                                  |
|  |   |   | • |  | Notre-Dame des Anges            | 48° 54′ 04″ N, 2° 33′ 22″ E | 4    | Montfermeil             |                                                  |
|  |   |   | • |  | Arboretum                       | 48° 53′ 52″ N, 2° 33′ 42″ E | 4    | Montfermeil             |                                                  |
|  |   |   | ■ |  | Hôpital de Montfermeil          | 48° 54′ 00″ N, 2° 34′ 16″ E | 4    | Montfermeil             |                                                  |

(les stations en gras servent de départ ou de terminus à certaines missions)

### Intermodalité
Seules deux stations de la ligne (Bondy et Aulnay-sous-Bois) possèdent des correspondances avec des lignes de transport ferroviaire lourd. La première station permet d'accéder au RER E tandis que la seconde établit une liaison avec le RER B et la ligne K du Transilien.

### Ateliers
Les trente rames de la ligne sont entretenues depuis 2016 dans un nouveau dépôt, toujours dans les emprises ferroviaires de Noisy-le-Sec, conçu pour les trams-trains du parc roulant du T4 et du T11,, inauguré le 15 septembre 2016,. Par ailleurs, une rame est engagée, chaque journée, pour la desserte Esbly-Crécy- La Chapelle de la ligne P devenue T14 en 2025.
Les quinze rames Avanto étaient initialement entretenues au sein du technicentre de Paris-Est, dévolu aux rames des ligne E et ligne P situé à Noisy-le-Sec en Seine-Saint-Denis.

## Exploitation

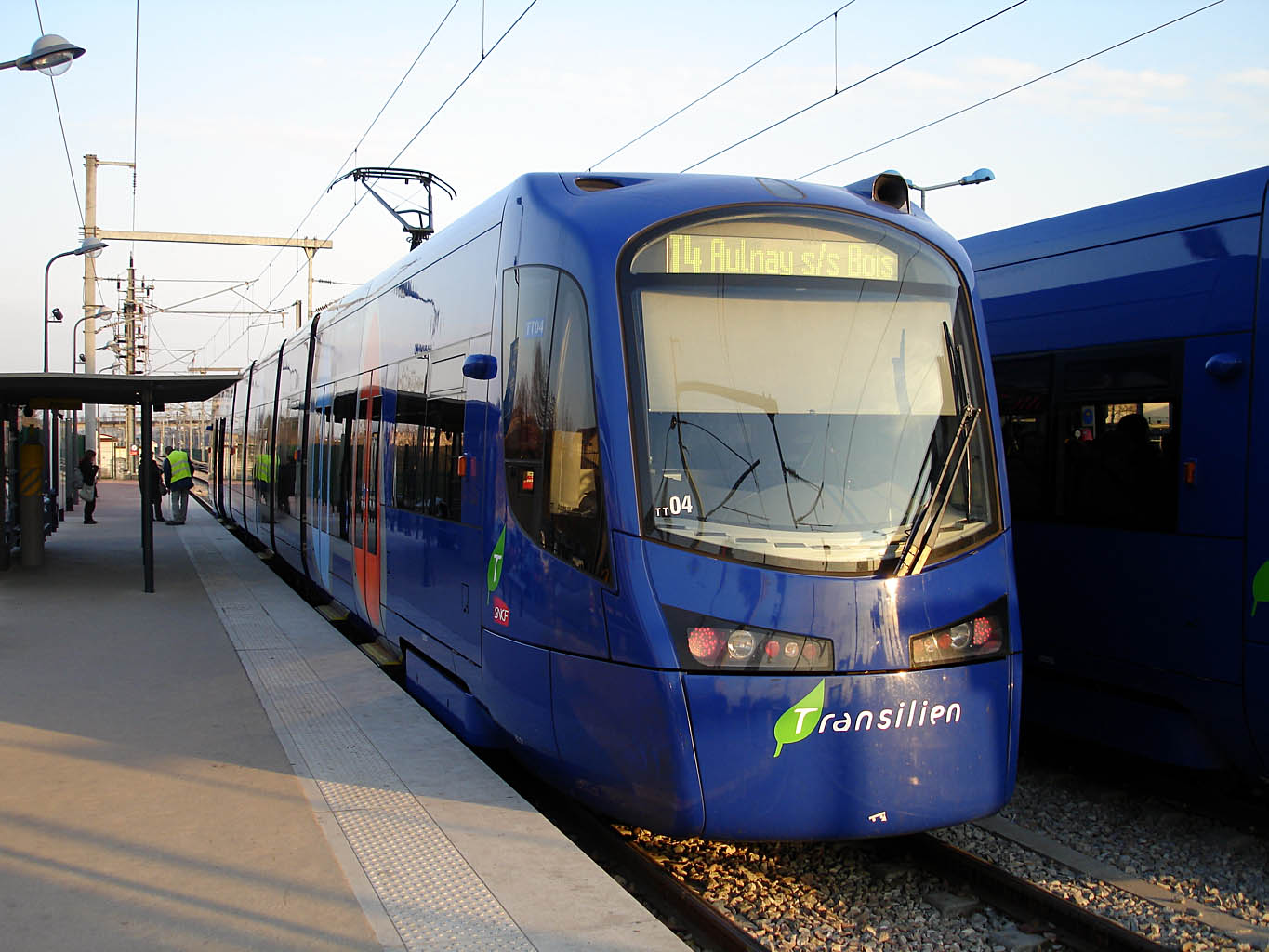
La rame U 25500 TT04 à la gare de Bondy.

La ligne T4 est une ligne de tramway exploitée par Stretto (Groupement Keolis - SNCF Voyageurs), qui fonctionne de 4 h 30 à 1 h 20 du matin environ, tous les jours de l'année, à l'aide de vingt-six U 53700. Elle relie Bondy à Aulnay en vingt minutes, Bondy à Hôpital à Montfermeil en trente-quatre minutes.
Exceptionnellement, le service peut devenir continu, c'est-à-dire effectué 24 h/24, à l'occasion d’événements importants comme la Fête de la musique et la nuit du Nouvel An. À cette occasion, le service nocturne est assuré à raison d'un tram toutes les demi-heures.
Dans le cadre de l'ouverture à la concurrence des transports en commun en Île-de-France, IDFM décide en décembre 2020 que le T4 sera la première ligne existante à faire l'objet d'un appel d'offres (conjoint avec la ligne T11 et la ligne T14, anciennement navette Esbly - Crécy-la-Chapelle du Transilien P) afin de désigner en 2022 un opérateur dont l'activité doit débuter en décembre 2023. Après une année de retard, c'est finalement Stretto (Groupement Keolis - SNCF Voyageurs) qui est choisi le 12 octobre 2023. Ce groupement reprend ainsi l'exploitation de la ligne, en lieu et place de la SNCF, le 22 mars 2025.

### Plan de transport
Tous les jours, l'offre de transport est la suivante :
- entre 4 h 30 et 22 h : un tram toutes les neuf à dix minutes sur chaque branche, quatre à cinq minutes sur le tronc commun Bondy-Gargan (avec aux heures de pointe, un tram toutes les sept à huit minutes sur chaque branche, représentant un tram toutes les trois à quatre minutes sur le train commun) ;
- entre 22 h et 1 h 20 : un tram tous les quarts d'heure, sept à huit minutes sur le tronc commun.

### Matériel roulant
La desserte de la ligne était assurée par 15 rames numérotées dans la série U 25500, construites par Siemens sous le nom d’Avanto et de 26 rames Alstom Citadis Dualis.
Les rames Avanto étaient dédiées au tronçon Bondy-Aulnay. En effet, les Avanto (et les Dualis commandés pour la ligne T11) sont munis de roues à profil ferroviaire, dont le tronçon Bondy-Aulnay est équipé, alors que les 26 rames Dualis commandées pour l'extension de T4 ont des roues à profil mixte compatible avec le rail Vignole ferroviaire et le rail Broca encastré, de la section urbaine vers Clichy-Montfermeil. Ces 26 rames sont potentiellement polyvalentes sur les deux lignes, ce qui n'est donc pas le cas des 15 du T11 ni des 15 Avanto.

#### Avanto

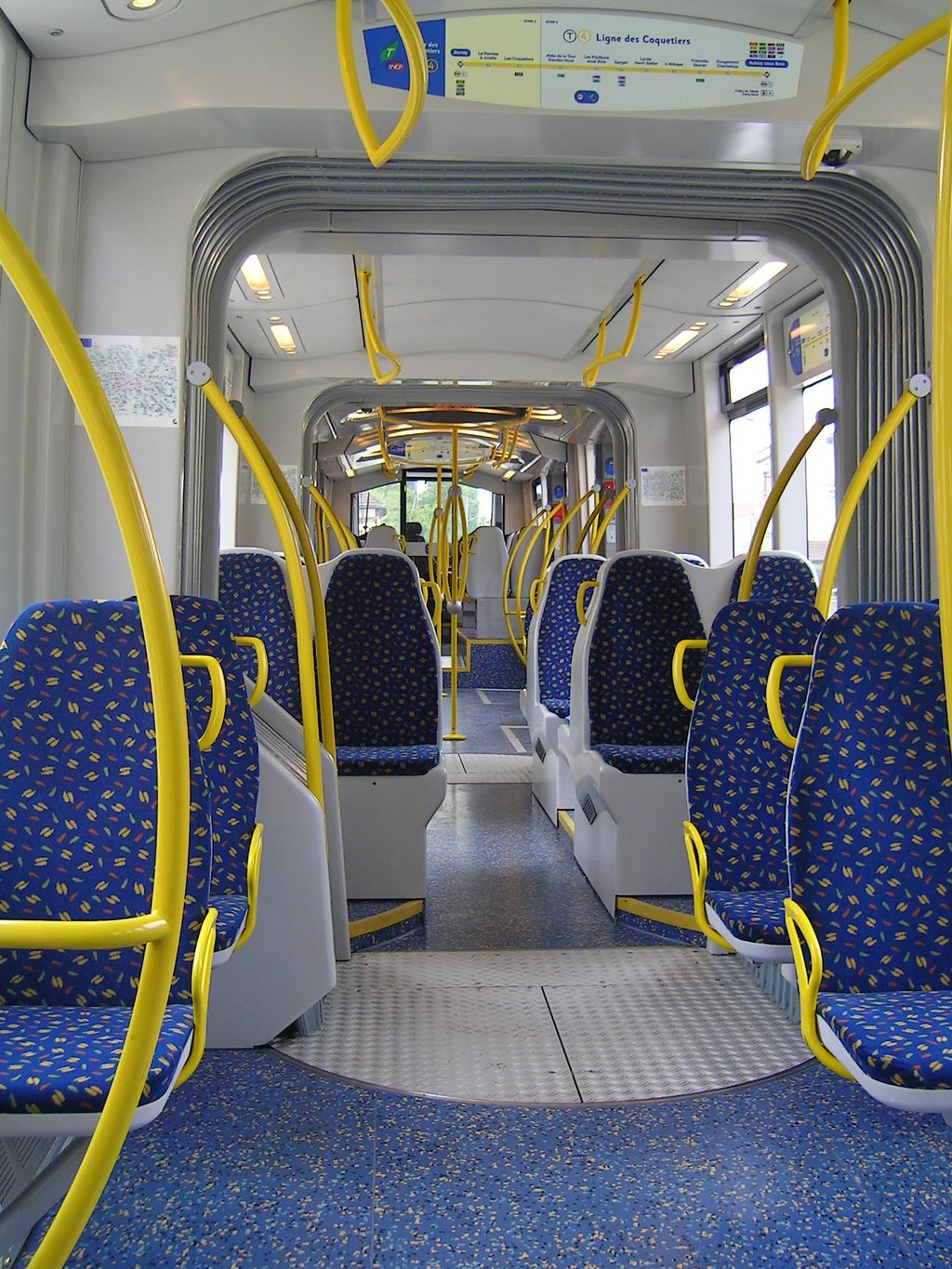
Vue intérieure d'une rame Avanto.

Neuf rames etaient utilisées pour assurer l'exploitation commerciale de la ligne, quatre en réserve et deux en entretien. Ces rames étaient exploitées en pool avec celle de l'antenne Esbly-Crécy de la ligne P du Transilien, depuis le  4 juillet 2011 qui ne nécessite qu'une seule rame.
Le matériel roulant Avanto a été choisi à la suite de l'appel d'offres lancé par la SNCF en 2001 pour équiper la ligne, et remporté par le constructeur allemand, pays dont provient le concept tram-train. Ce fut le premier matériel de type tramway qui put circuler sur les voies de chemin de fer françaises.
Chaque rame est longue de 37 mètres et composée de cinq modules, offrant une capacité de 242 places dont 80 assises. Elles adoptent une livrée Transilien bleu nuit avec des berlingots de couleur au niveau des portes (des sigles Île-de-France Mobilités sont progressivement ajoutés sur les rames depuis l'ouverture du prolongement). La première rame a été livrée par voie routière en novembre 2005 et 12 rames étaient disponibles pour la mise en service en novembre 2006. Le matériel est apte à une vitesse maximale de 100 km/h. Néanmoins, cette vitesse n'est pas atteinte sur la ligne, exploitée exclusivement en mode tramway (70 km/h maximum). La rame TT07 a été baptisée Jérémy, en mémoire d'un jeune technicien de l'unité de production maintenance de Noisy-le-Sec décédé au cours d'un accident de la circulation en octobre 2006.
À la suite de la mise en service des Citadis Dualis et du prolongement de la ligne vers Montfermeil, un système d'affichage embarqué identique, des composteurs de tickets et des appareils de validation Navigo ont été ajoutés dans les Avanto. Ces rames ne circulaient jamais  la branche de Montfermeil, mise en service en 2019, en raison d'une incompatibilité des roues et des essieux à circuler en mode Tramway (ou mode Urbain) contrairement aux Citadis Dualis ou aux rames Avanto circulant sur le tram-train de Mulhouse, équipées de roues et d'essieux compatibles pour les deux modes : Train (infrastructures ferroviaires) et Tramway (infrastructures urbaines).
Le financement, pour environ 70 millions d'euros, de 13 rames Citadis Dualis par Île-de-France Mobilités a été acté, annonçant le remplacement éventuel des Avanto.
En mai 2023, les Avanto sont garées bon état (GBE) et mises en vente sur internet. Elles avaient déjà été mises en vente en 2022, manifestement sans succès. La radiation du parc débute en octobre 2023 et s'achève en avril 2024.

#### Citadis Dualis
Quinze rames Alstom Citadis Dualis ont été reçues par l'extension vers Montfermeil. Cette version tram-train du Citadis, le Citadis Dualis, est un matériel électrique de 2,65 m de largeur et de 42 m de longueur, avec une charge à l'essieu de 11,5 tonnes. Il est capable de fortes accélérations et peut gravir des rampes de 65 ‰. Totalement accessible aux personnes à mobilité réduite, il est doté d'un plancher plat à 38 cm de hauteur, et peut transporter 250 voyageurs. Il peut circuler en unités doubles ou triples pour s'adapter au trafic. Le matériel est doté de la ventilation réfrigérée et d'un système d'affichage embarqué. La vitesse maximale est de 100 km/h pour une vitesse moyenne annoncée de 50 km/h.
Elles circulent sur la ligne depuis septembre 2019.
En 2022, 11 rames supplémentaires ont été commandées afin de remplacer les rames Avanto présentes depuis l'origine de la ligne.
Au total 26 rames ont été commandées.

### Conduite et signalisation

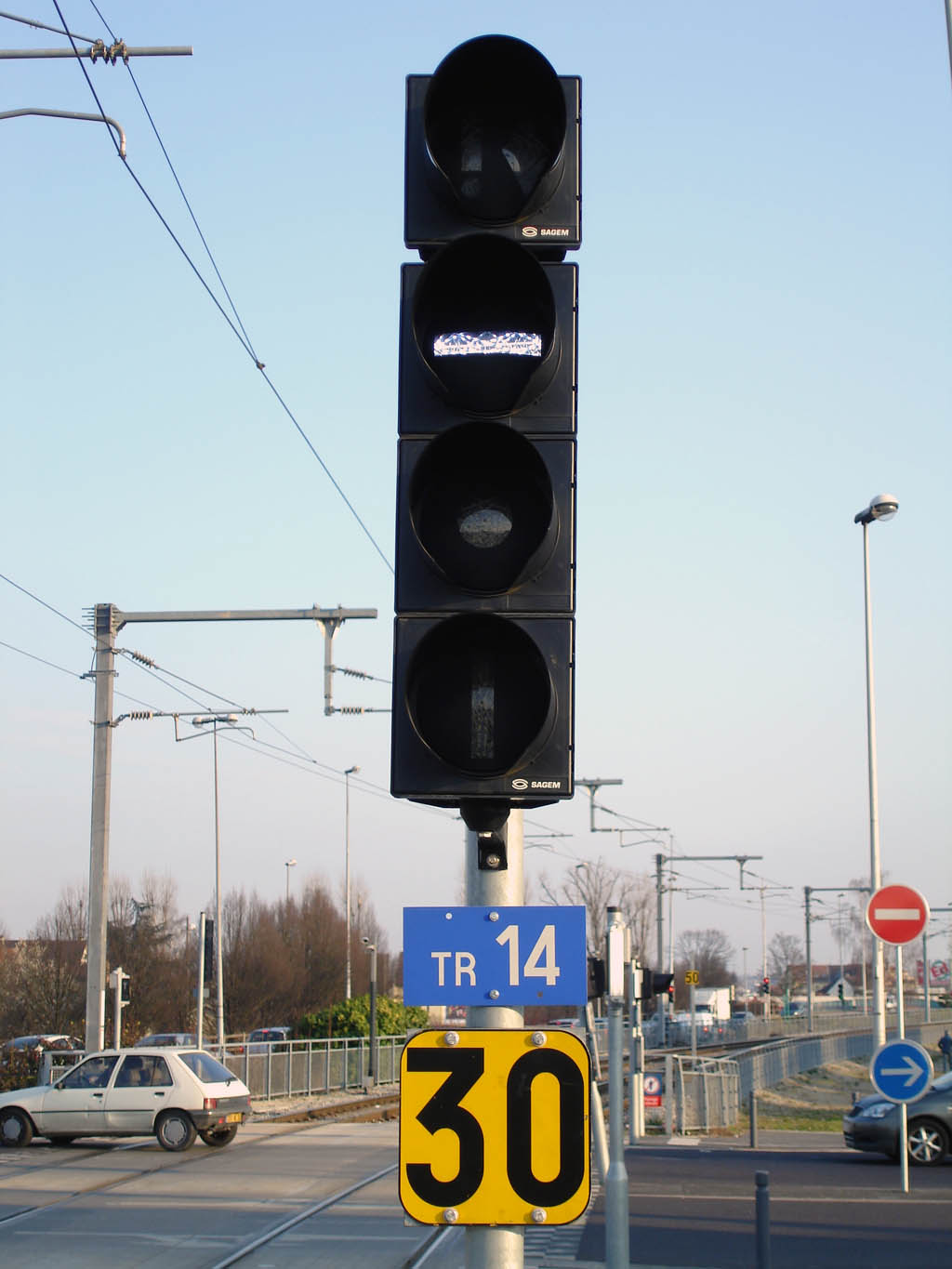
Signal de type R17 protégeant une traversée routière : le tram doit ici marquer l'arrêt. La vitesse à voie libre est limitée à 30 km/h.

La vitesse maximale de la ligne est limitée à 70 km/h, 50 km/h sur les sections urbaines, majoritaires, et 30 km/h l'approche des carrefours. La voie centrale de la station de Gargan est limitée à 15 km/h, de même que la voie de service en saut de mouton située entre Les Coquetiers et Bondy (voie 2BA).
À l'occasion de l'ouverture de la ligne, la SNCF a créé le nouveau poste de conducteur Tram-Train (CRTT). Les CRTT ne sont initialement affectés qu'à cette seule ligne et possèdent les compétences pour acheminer les rames en garage à Pantin ou en maintenance à l'atelier de Noisy-le-Sec. Certains d'entre eux élargissent leur périmètre à la mise en place en juillet 2011 d'une rame Avanto sur la ligne Esbly-Crécy.
Comme sur toute ligne de tramway, la conduite se fait « à vue » ; on n'y trouve que des panneaux de limitation de vitesse, des signaux de protection d'itinéraires et des signaux protégeant les traversées routières. Pour ces dernières, la voirie est équipée de signaux tricolores classiques de type R11 (sauf traversées no 1 des Coquetiers et no 7 de Gargan) appuyés de signaux de type R24 et R25, tandis que la ligne est équipée de signaux de type R17.
Sur fond noir, la barre horizontale de couleur blanche impose l'arrêt, le rond blanc fixe annonce la présentation imminente de la barre horizontale, le rond blanc clignotant s'apparente au feu orange clignotant des signaux tricolores classiques de type R11, et la barre verticale blanche autorise le passage. Une signalisation d'aide à l'exploitation complète ces signaux, un losange lumineux signalant la prise en charge de la demande de priorité au carrefour. Le point d'exclamation bleu annonçant la présentation imminente de la barre verticale est ici désactivé.
Les signaux d'itinéraires se situent en amont des appareils de voies (aiguillages) qu'ils protègent. Les panneaux de limitation de vitesse se présentent quant à eux comme des panneaux carrés avec des chiffres noirs sur fond jaune.

### Personnel d'exploitation

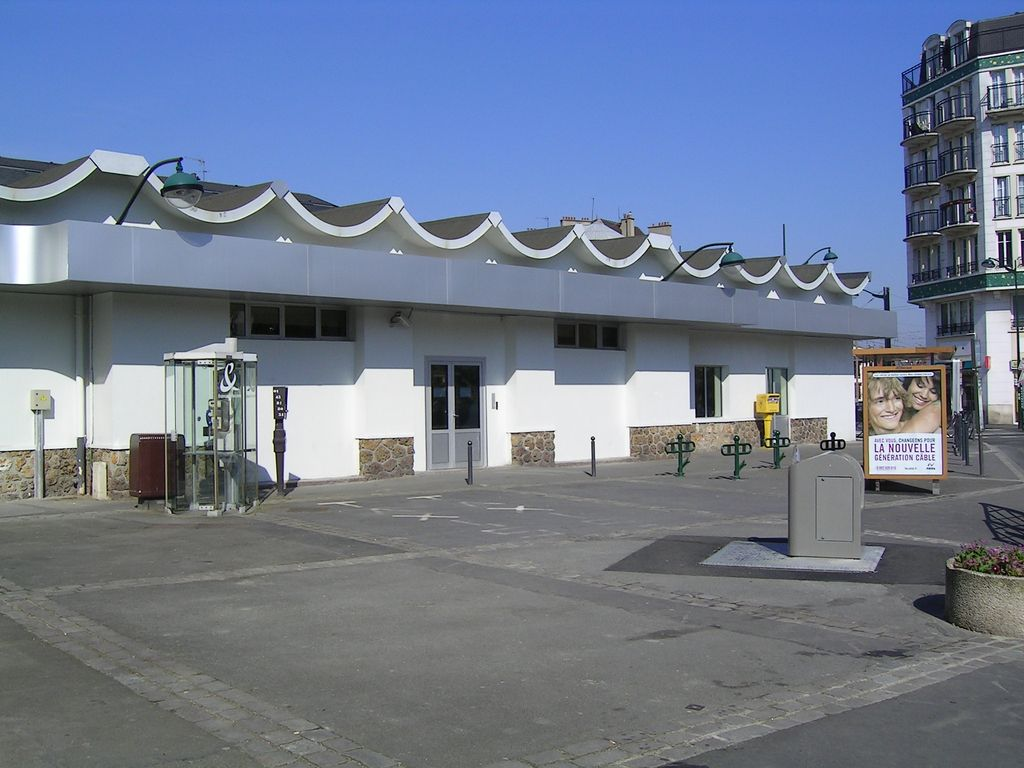
L'ancien centre d'exploitation de la ligne T4, à Gargan, aujourd'hui détruit et déplacé à Noisy-le-Sec.

En 2005, la SNCF a signé une convention avec le Conseil général de la Seine-Saint-Denis par le biais de ses établissements de Paris-Nord et Paris-Est. Nommée « Passerelle-Emploi », elle privilégie l'embauche de nouveau personnel dans le département. Finalement, un tiers du personnel embauché provient du département. Sur quarante-et-un agents, vingt-sept sont devenus conducteurs et quatorze agents commerciaux.
En 2007, la ligne comptait cinquante-neuf conducteurs dont sept femmes, plus un chef d'unité de production Traction et deux cadres Traction. S'ajoutent vingt-huit agents commerciaux plus une responsable équipe train et son adjoint. La moitié de ceux-ci est constituée d'embauches externes. Le T4 compte également douze régulateurs urbains, dix-sept personnes assurant l'encadrement, et une dizaine d'agents assurant l'entretien des rames à l'atelier de Noisy-le-Sec.
La sécurité sur la ligne est assurée par les équipes de la police ferroviaire (SUGE), les conducteurs disposant également de caméras embarquées permettant une vision globale de l'intérieur d'une rame.
La ligne connaît à l'été 2012 un conflit social à la suite d'un changement de l'organisation du travail des conducteurs, entraînant le recours à des bus de remplacement.

### Tarification
La tarification de la ligne est identique à celle en vigueur sur tout le réseau du tramway d'Île-de-France. Un ticket « bus-tram », qui remplace le ticket t+ au 1er janvier 2025, permet un trajet simple quelle que soit la distance, avec une ou plusieurs correspondances possibles avec les autres lignes de bus et de tramway pendant une durée maximale de 1 h 30 entre la première et dernière validation. En revanche, un ticket validé dans un bus ne permet pas d'emprunter le métro, ni le Transilien et le RER. Une exception existe à titre temporaire pour l'emprunt des T11 à T13, précédemment accessibles avec le billet origine-destination, où le ticket « métro-train-RER » est nécessaire.
Le financement du fonctionnement de la ligne (entretien, matériel et charges de personnel) est assuré par l'exploitant. Cependant, les tarifs des billets et abonnements dont le montant est limité par décision politique ne couvrent pas les frais réels de transport. Le manque à gagner est compensé par l'autorité organisatrice, Île-de-France Mobilités, présidée depuis 2005 par le président du Conseil régional d'Île-de-France et composé d'élus locaux. Elle définit les conditions générales d'exploitation ainsi que la durée et la fréquence des services. L'équilibre financier du fonctionnement est assuré par une dotation globale annuelle aux transporteurs de la région grâce au versement mobilité payé par les entreprises et aux contributions des collectivités publiques.

Logo de la ligne 4 du tramway pour Île-de-France Mobilités.

Le T4 était, lors de la création du ticket t, la seule ligne de tramway en Île-de-France à ne pas avoir accepté son utilisation. Exploitée par la SNCF, elle est d'abord restée soumise à la tarification du Transilien. Cependant, à la suite d'une décision du STIF de juin 2007, le nouveau ticket t+ mis en service le 1er juillet 2007 devait s’appliquer également au T4 à compter du 1er trimestre 2008. Des problèmes techniques dus à la double tarification RATP/SNCF ont retardé sa mise en œuvre au 1er juillet 2008. Les billets origine-destination sont toujours vendus par la SNCF, mais les tickets spécifiques à la ligne ne sont plus vendus. Contrairement aux autres lignes de tramway d'Île-de-France, la validation des titres de transport se réalisait sur les quais, les rames n'ayant pas eu de composteurs jusqu'à la réouverture de la ligne mi-septembre 2019, après de longs mois de travaux préparant le prolongement jusqu'à Montfermeil.

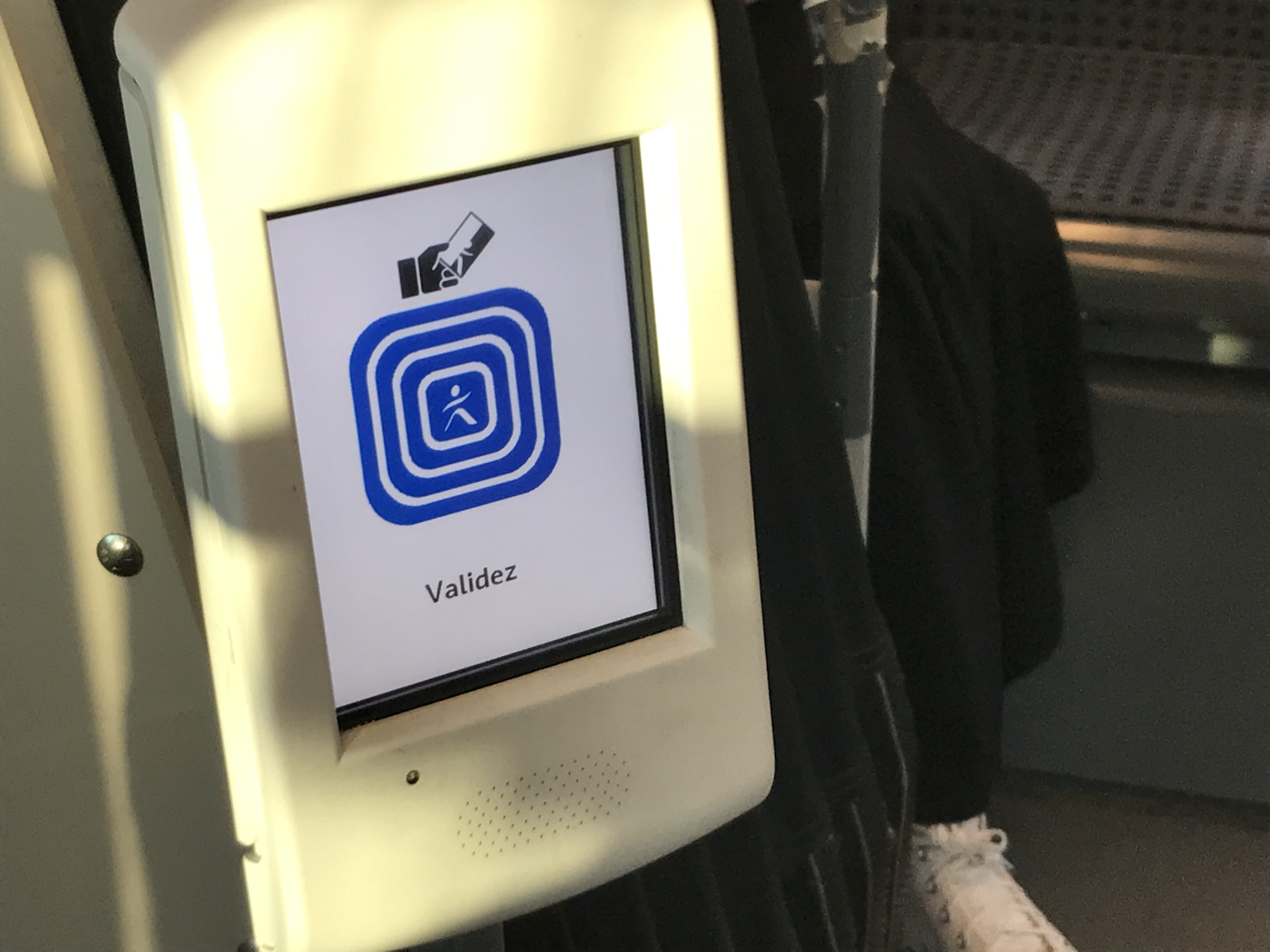
Valideur Navigo présent dans les tram-trains Alstom Citadis Dualis.

Depuis Bondy jusqu'aux Coquetiers, la ligne est en zone 3 ; le reste de la ligne se situe en zone 4.
En 2024, elle est l'une des quatre lignes de tramway, avec les lignes 2, 11 et 12, à disposer de lignes de contrôle sur au moins une de leurs stations (Bondy et Aulnay-sous-Bois).

### Trafic

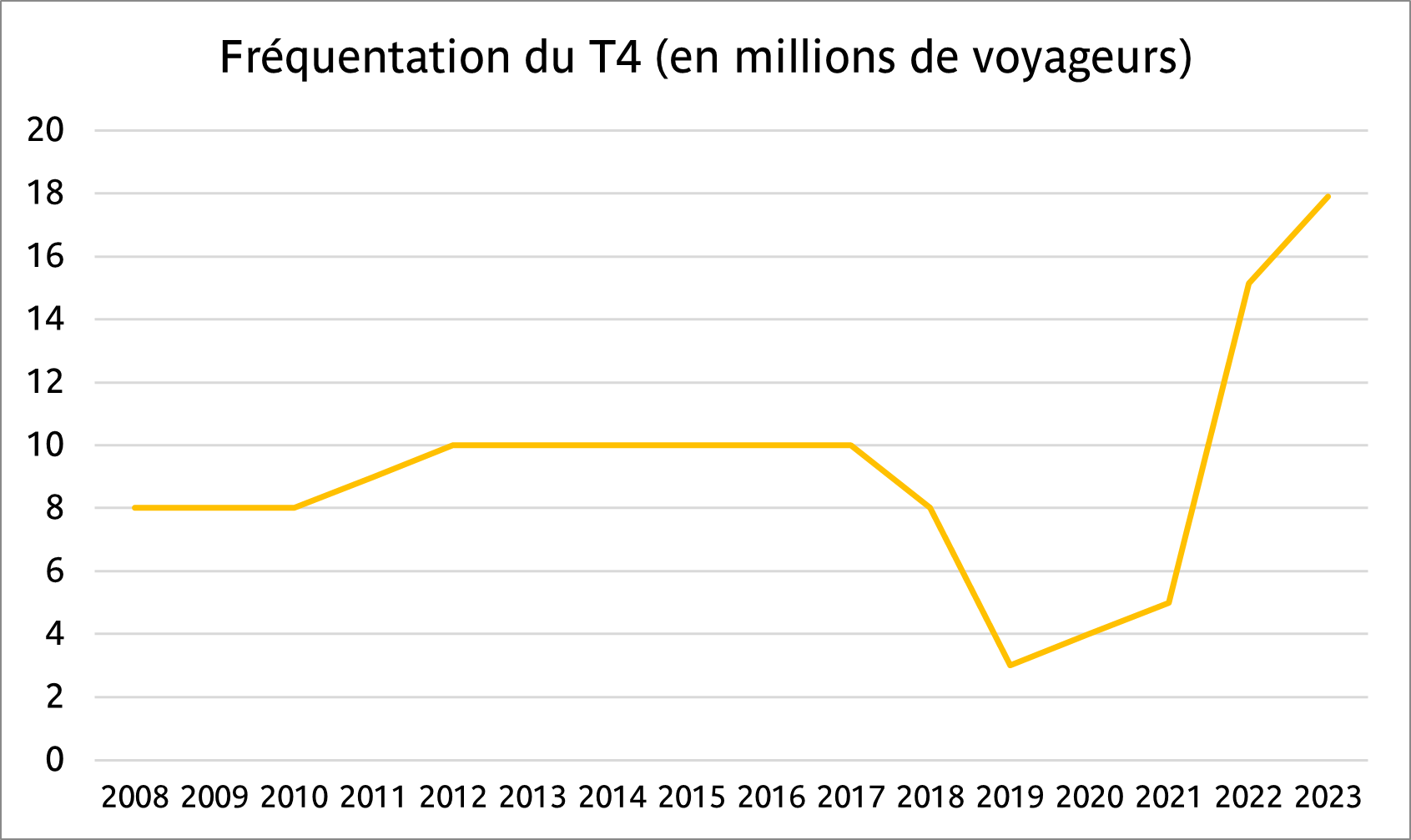
Fréquentation de la ligne T4.

Le trafic de la ligne T4 s'est élevé, en février 2007, à 21 000 voyageurs par jour et, en octobre 2007, à 29 000 voyageurs par jour. Fin 2011, il s'élève à 35 000 voyageurs par jour, et il prévu qu'à long terme la ligne soit empruntée par 40 000 voyageurs par jour.
La ligne connaît une baisse sensible de sa fréquentation entre 2017 et 2019 qui s'explique par les travaux réalisés dans le cadre du prolongement vers Montfermeil et qui ont nécessité des interruptions de circulation. La pandémie de Covid-19 a maintenu cette situation en 2020 et 2021 avant de remonter en 2022 à des niveaux bien supérieurs à avant 2017.
| Année                             | 2008 | 2009 | 2010 | 2011 | 2012 | 2013 | 2014 | 2015  | 2016  | 2017  | 2018 | 2019 | 2020 | 2021 | 2022 | 2023 |
| Nombre de voyageurs (en millions) | 8,20 | 8,19 | 8,31 | 8,56 | 9,75 | 9,88 | 9,88 | 10,47 | 10,46 | 10,12 | 7,80 | 3,23 | 4    | 5    | 15   | 18   |

## Projets d'extension

### Desserte deDaniel PerdrigéetPaul Bert

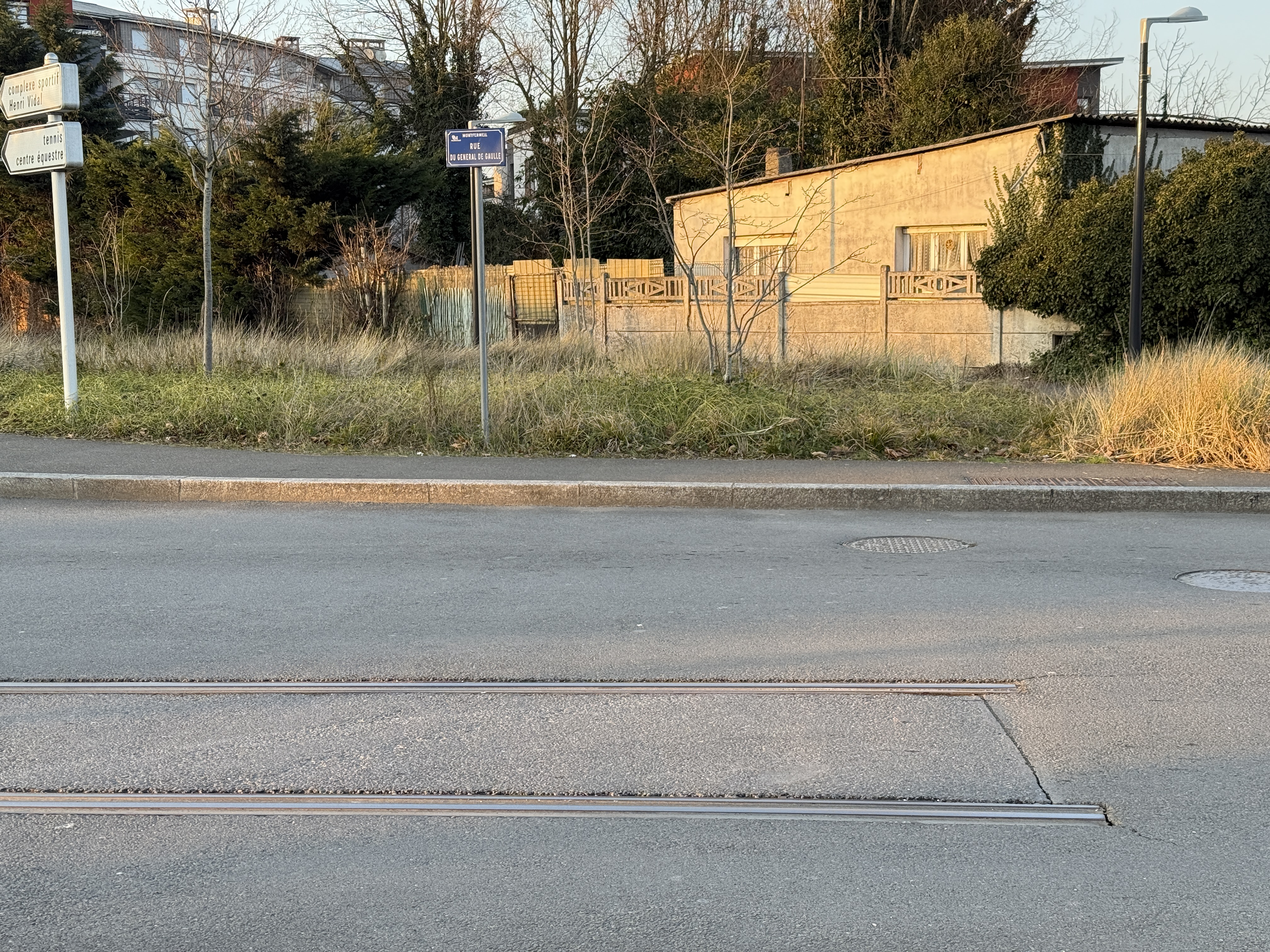
Rails de la future branche sur la rue du Général de Gaulle.

La desserte de Clichy-Montfermeil est pratiquement assurée dans son intégralité. Les travaux n'étant pas encore terminés, il reste à desservir les arrêts Daniel Perdrigé et Paul Bert :
L'exploitation de la branche prendra alors sa configuration finale : la station Arboretum sera desservie uniquement en direction de Bondy, la fréquence d'un tramway toutes les sept minutes sera étendue à l'ensemble des stations de la branche dont Hôpital de Montfermeil notamment.
|   |   |   |   |   | Station                   | Lat/Long                    | Zone | Communes         | Correspondances   |
| - | - | - | - | - | ------------------------- | --------------------------- | ---- | ---------------- | ----------------- |
|   |   | • |   |   | République - Marx Dormoy  | 48° 54′ 22″ N, 2° 31′ 25″ E | 4    | Livry-Gargan     |                   |
|   |   | • |   |   | Léon Blum                 | 48° 54′ 30″ N, 2° 31′ 57″ E | 4    | Livry-Gargan     |                   |
|   |   | • |   |   | Maurice Audin             | 48° 54′ 30″ N, 2° 32′ 26″ E | 4    | Clichy-sous-Bois |                   |
|   |   | • |   |   | Clichy-sous-Bois - Mairie | 48° 54′ 29″ N, 2° 32′ 46″ E | 4    | Clichy-sous-Bois |                   |
|   |   | • |   |   | Romain Rolland            | 48° 54′ 17″ N, 2° 32′ 52″ E | 4    | Clichy-sous-Bois |                   |
|   |   | • |   |   | Clichy - Montfermeil      | 48° 54′ 17″ N, 2° 33′ 19″ E | 4    | Clichy-sous-Bois | en construction : |
|   |   | • |   |   | Notre - Dame des Anges    | 48° 54′ 04″ N, 2° 33′ 22″ E | 4    | Montfermeil      |                   |
|   | • |   |   | ↾ | Daniel Perdrigé           | 48° 53′ 58″ N, 2° 33′ 36″ E | 4    | Montfermeil      |                   |
| ⇃ |   |   | • |   | Arboretum                 | 48° 53′ 52″ N, 2° 33′ 42″ E | 4    | Montfermeil      |                   |
|   | • |   |   | ↾ | Paul Bert                 | 48° 54′ 01″ N, 2° 34′ 03″ E | 4    | Montfermeil      |                   |
|   |   | ■ |   |   | Hôpital de Montfermeil    | 48° 54′ 00″ N, 2° 34′ 16″ E | 4    | Montfermeil      |                   |

### Autres projets
Par ailleurs, le prolongement de la ligne au pôle multimodal de Noisy le Sec (ligne E du RER et ligne de tramway T1 ; projet de ligne de tramway T11), figure également au projet de Schéma directeur de la région Île-de-France. Certaines associations réclament le prolongement de la ligne à Paris, afin d'éviter une rupture de charge. Un autre prolongement est envisagé au nord vers Garonor et le centre commercial O'Parinor via l'ex-RN2 et la RN 370 à la hauteur de Rougemont - Chanteloup.
Le plan des voies à la gare de Bondy, avec saut-de-mouton d'une voie tram au-dessus du faisceau de la ligne de Paris-Est à Strasbourg-Ville, n'exclut pas un raccordement vers la gare de Noisy-le-Sec et Paris, au prix d'un cisaillement des deux voies tramway (passage de la circulation à droite en mode tramway à la circulation à gauche en mode train). À la gare d'Aulnay-sous-Bois, hormis une voie d'accès à des garages non électrifiés qui traverse, sans jonction, les voies du tramway, les deux réseaux ferrés ne sont plus reliés depuis décembre 2019.

## Lieux desservis
La ligne T4 dessert, du nord au sud, les lieux suivants : 

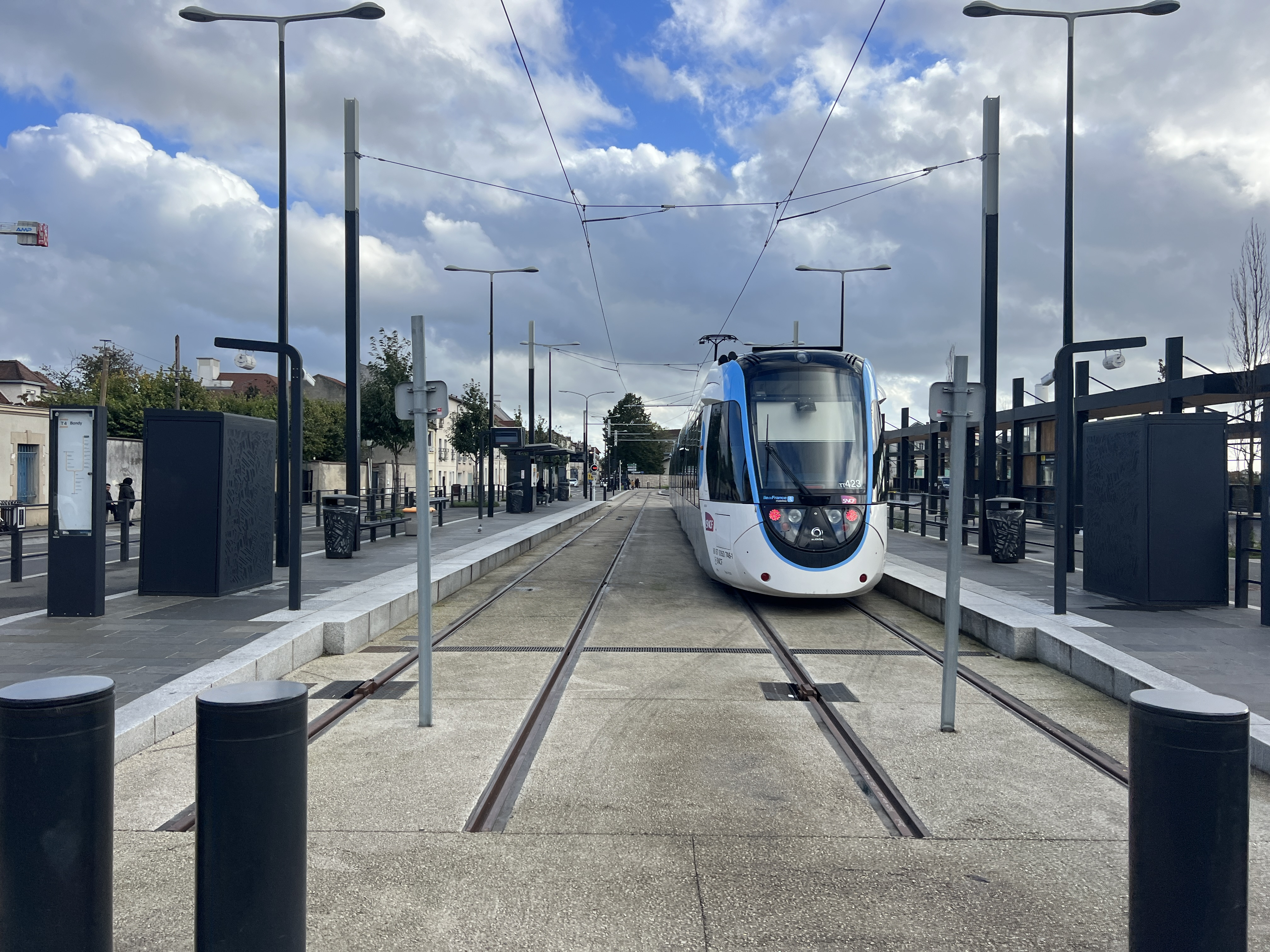
La station Hôpital de Montfermeil dessert l'hôpital du Raincy-Montfermeil.

- les rives du canal de l'Ourcq (station Freinville - Sevran) ;
- l'hôpital du Raincy-Montfermeil (station Hôpital de Montfermeil) ;
- le parc Arboretum (station Arboretum) .

## Galerie de photographies

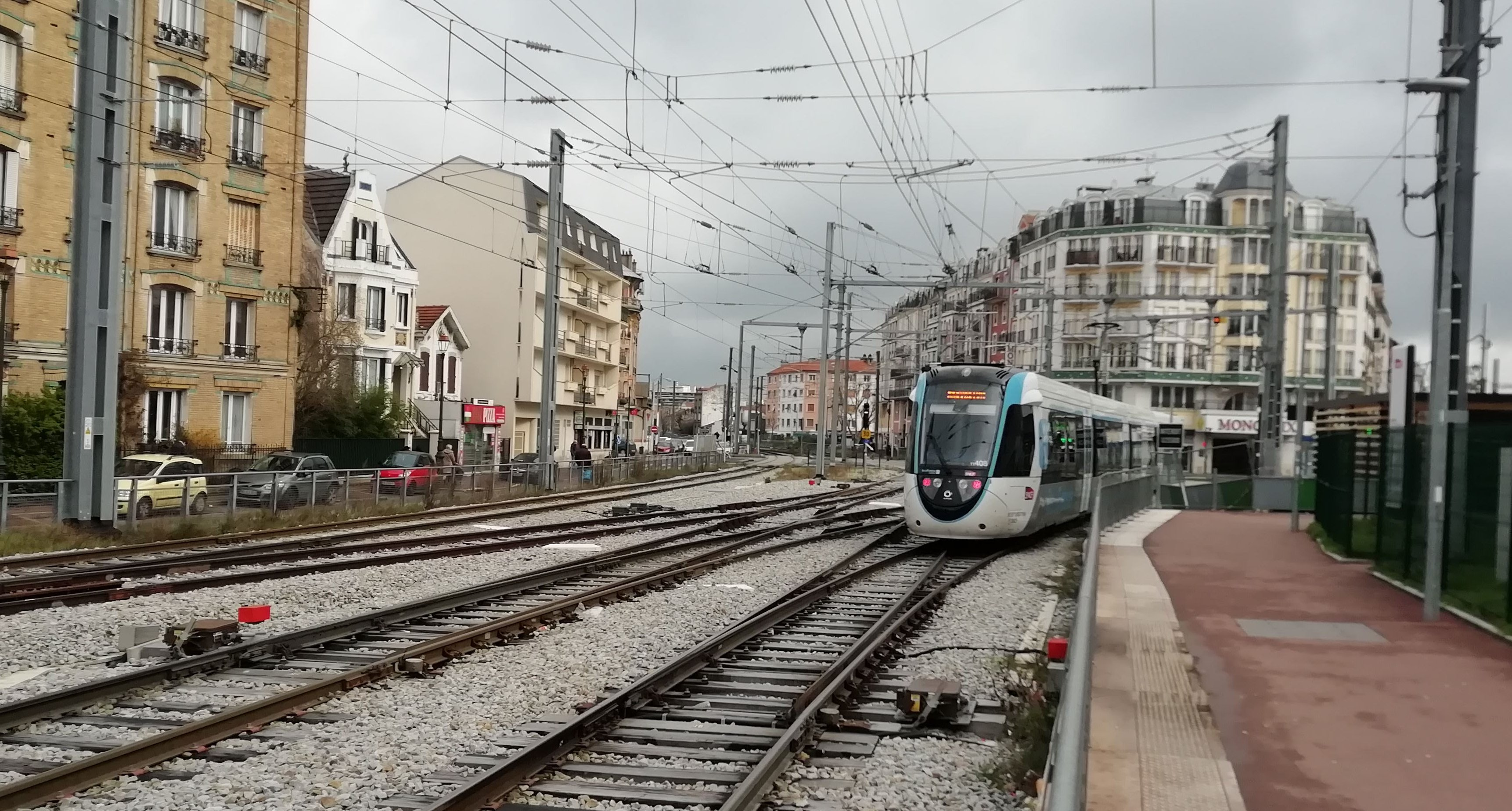
Départ de Gargan d'une rame en direction de Montfermeil.
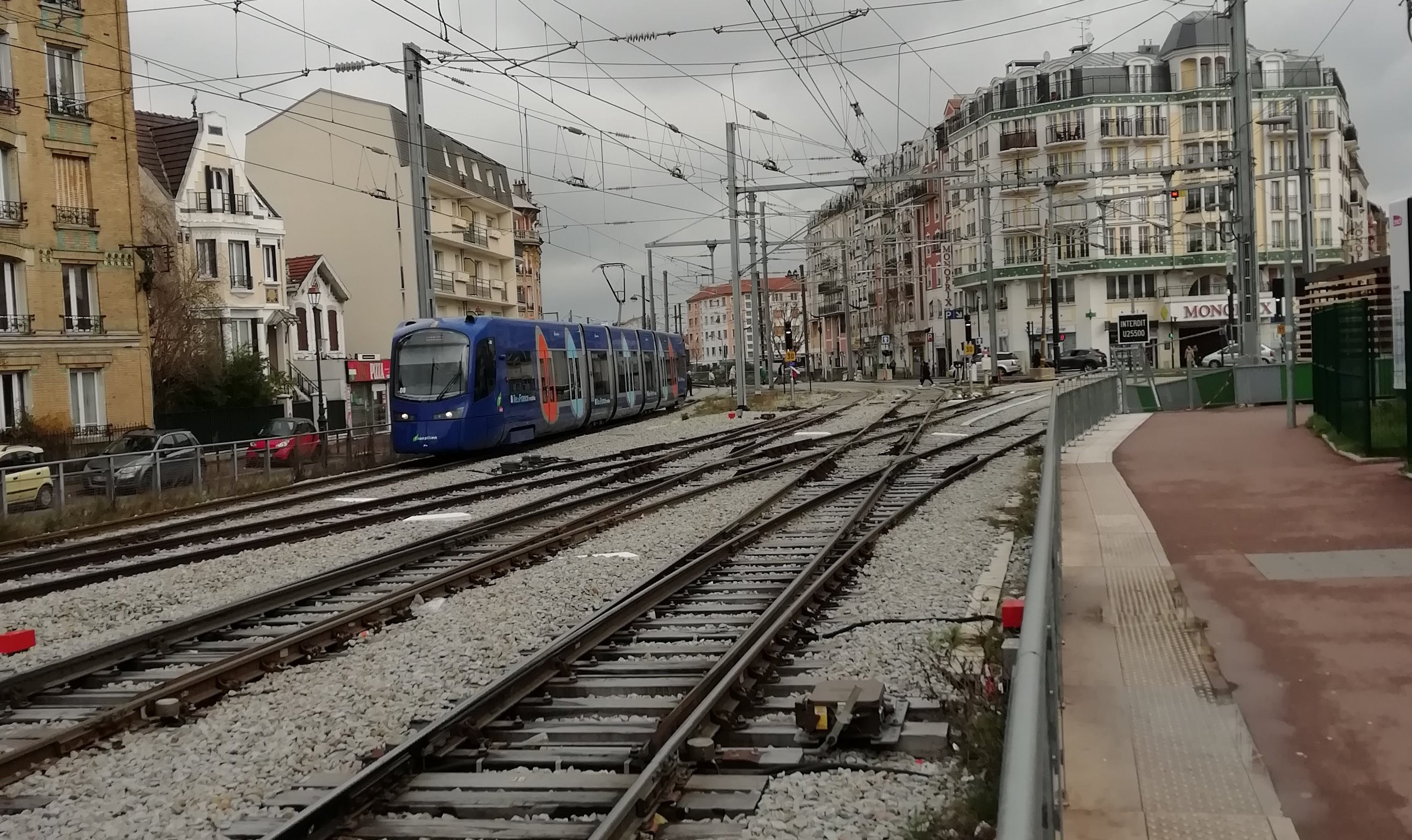
Arrivée à Gargan d'une rame en provenance d'Aulnay.
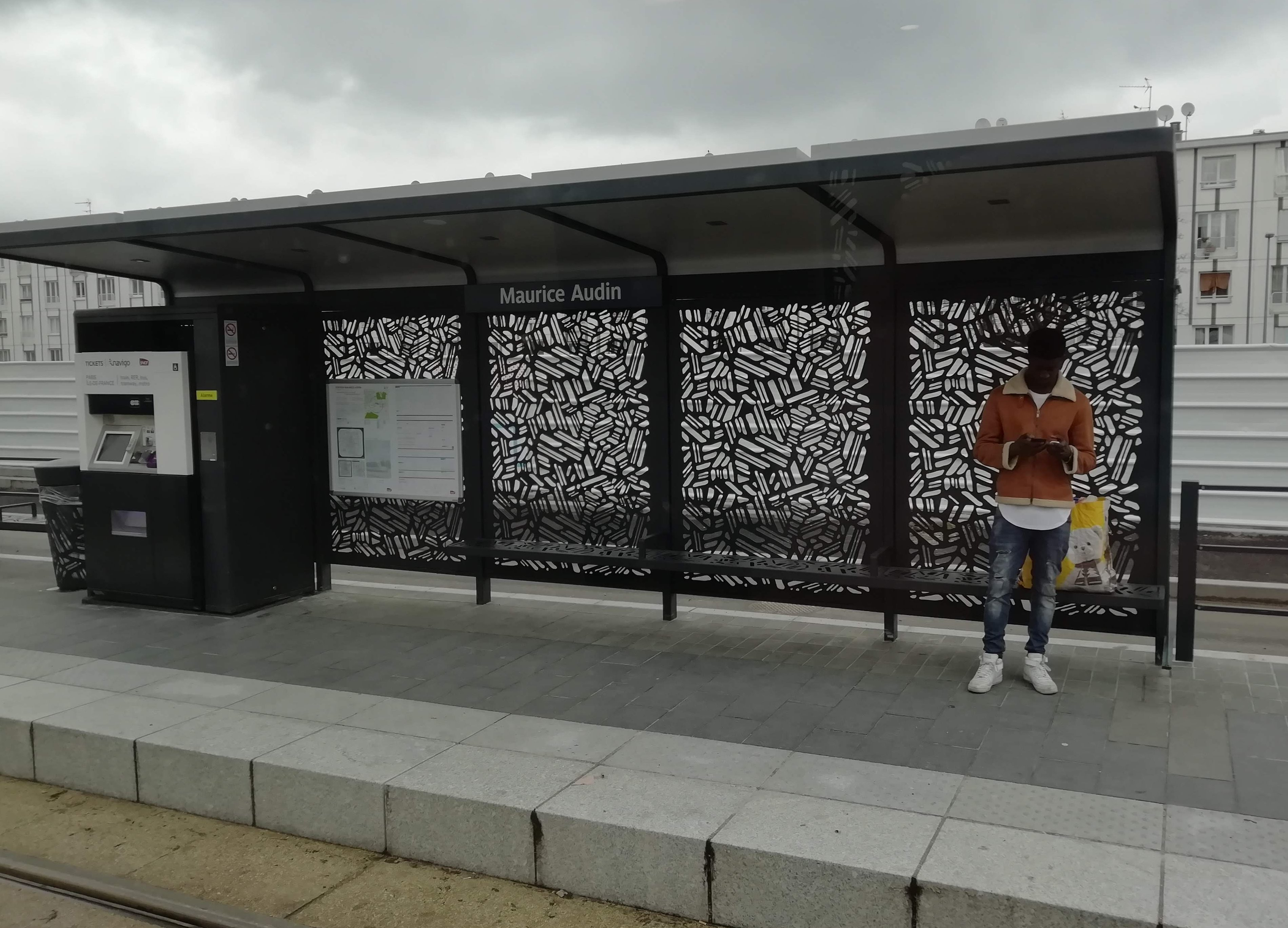
Station Maurice Audin sur la branche Montfermeil.
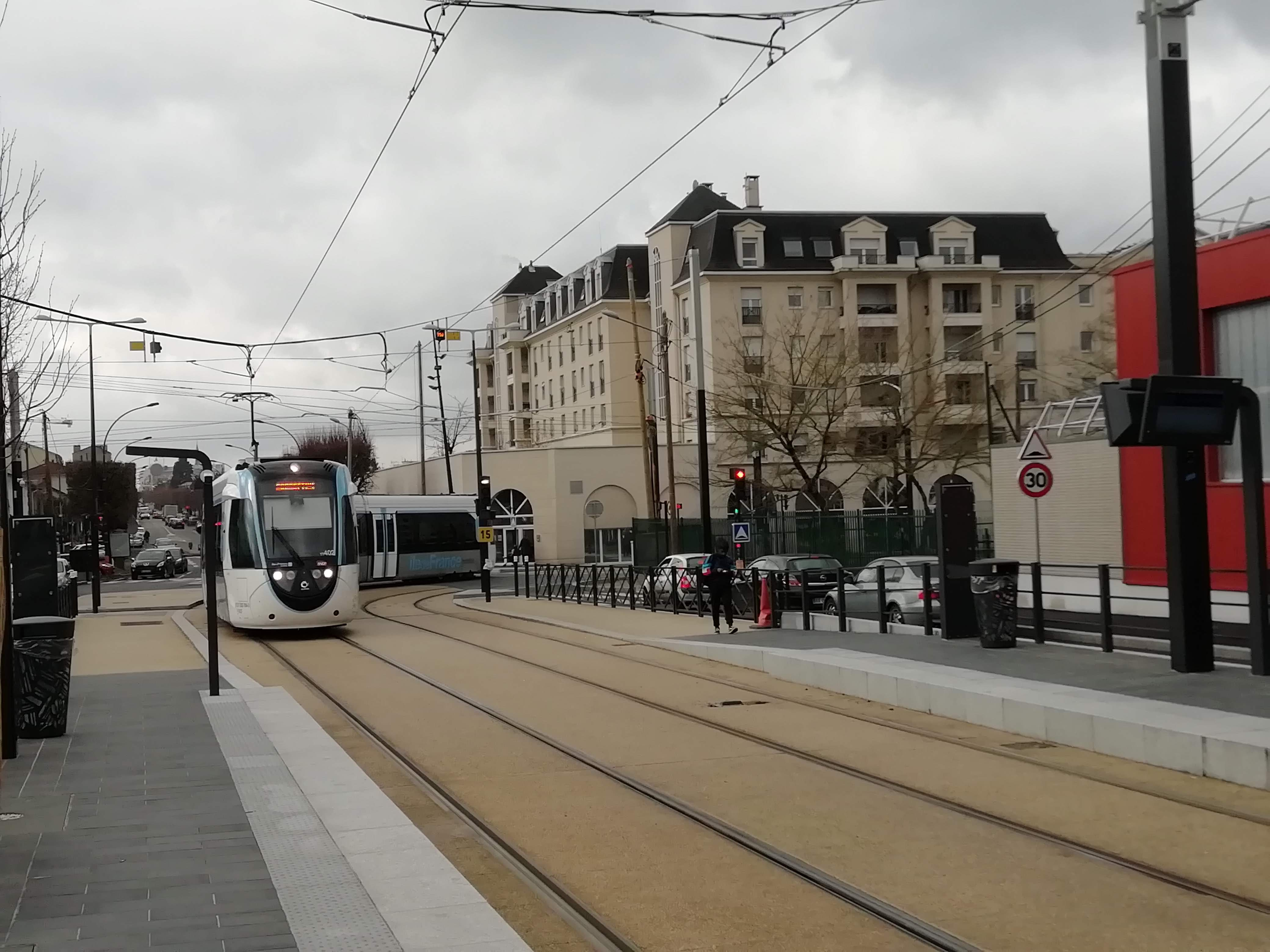
Arrivée d'un tram en direction de Montfermeil à la station République-Marx Dormoy.
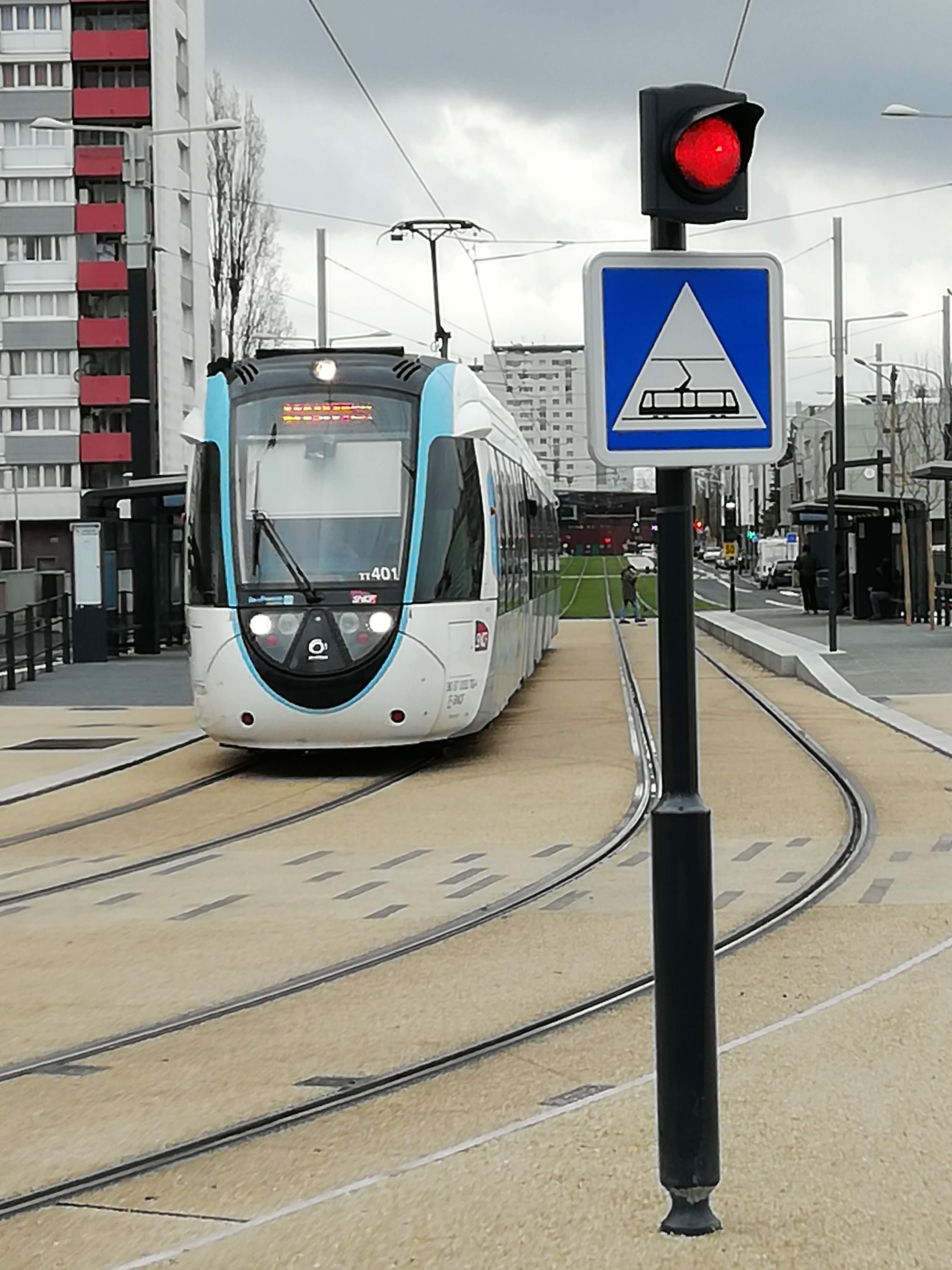
Station Clichy-Montfermeil, tram en direction d'Arboretum.